# Tramwaje we Wrocławiu
Tramwaje we Wrocławiu – system tramwajów elektrycznych we Wrocławiu, obejmuje 84 km torowisk, w tym 190,14 km pojedynczego toru (maj 2024), po którym kursują 24 linie dzienne o łącznej długości 266 km obsługujące 408 przystanków w obrębie miasta (linie nocne zlikwidowano we wrześniu 2003). W ich przebiegu znajdują się 3 zajezdnie, 20 pętli oraz 3 krańcówki. Sieć trakcyjna prądu stałego o napięciu +600 V zasilana jest przy pomocy 20 stacji prostownikowych.

## Historia

### Tramwaje konne

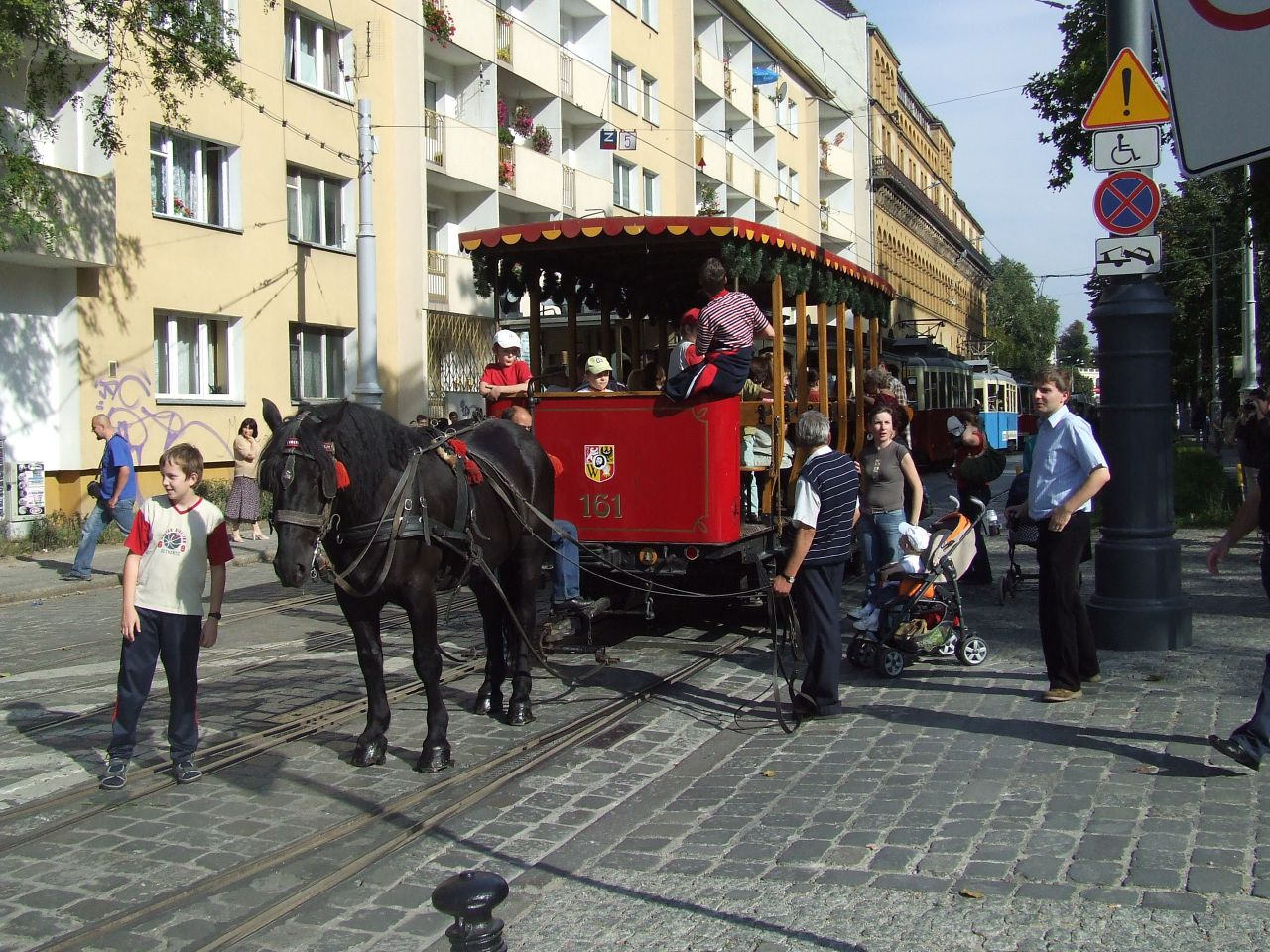
Tramwaj konny we Wrocławiu na ul. Teatralnej. Wrocławska Parada Tramwajowa w 2007 roku

4 lipca 1876 udzielono Johannesowi Büssingowi, przedsiębiorcy z Berlina, ważnej przez trzydzieści lat koncesji na budowę i eksploatację tramwaju konnego na terenie Wrocławia. 1 listopada tegoż roku przeniesiono koncesję na Breslauer Straßen-Eisenbahn-Gesellschaft (Wrocławskie Towarzystwo Ulicznej Kolei Żelaznej), BSEG, spółkę akcyjną założoną przez Büssinga 2 września.
Pierwszy tramwaj konny we Wrocławiu został uruchomiony 10 lipca 1877 na trasie od ulicy Krasińskiego do Zoo. Po kilku miesiącach wydłużono tę linię do pl. Strzegomskiego: od ul. Krasińskiego przez ul. Słowackiego, Wita Stwosza, Mikołaja, Legnicką. Następną linię wybudowano na trasie Krzyki – Dworzec Nadodrze przez ul. Powstańców Śląskich, Świdnicką, most Uniwersytecki. W 1878 r. oddano do użytku połączenie z Rynku do Nowej Zewnętrznej Bramy Oławskiej (Neues Äußeres Ohlauer Tor przy skrzyżowaniu ul. Traugutta i Kościuszki; taką nazwą określano południowo-wschodnią rogatkę miejską, zwaną Rogatką Oławską – Ohlauer Barriere) przez ul. Oławską i Traugutta, a w 1884 linię do Dworca Głównego przez ul. Wierzbową i Kołłątaja.
W 1885 r. ukończono budowę linii okólnej, która biegła od Dworca Głównego przez ul. Dąbrowskiego, Krasińskiego, Słowackiego, Wyszyńskiego, Sienkiewicza, Matejki, Prusa, Kilińskiego, Jedności Narodowej, Dubois, Mieszczańską, Władysława Jagiełły, Mostową, Podwalem, Legnicką, Nabycińską, Braniborską, Tęczową, Świebodzką, Sądową i Piłsudskiego. Trasy tramwajów konnych były jednotorowe z mijankami. W późniejszych okresach dobudowywano drugi tor, co pozwoliło zwiększyć częstotliwość kursowania. Korzystano z dwóch zajezdni: przy ul. M. Skłodowskiej-Curie 39 i Powstańców Śląskich 98, wyposażonych w łaźnie dla koni, kuźnie, myjnie wozów pasażerskich, piwnice ogniotrwałe na naftę, wagi cetnarowe, warsztaty naprawcze i lakiernie. Po uruchomieniu tramwaju elektrycznego ostatnią linię konną zlikwidowano 30 czerwca 1906 (linia most Zwierzyniecki – most Szczytnicki przez ul. Parkową).
BSEG osiągała duże dochody, wypłacając w latach 1878–1909 dywidendę w wysokości co najmniej 5%, zaś w roku 1899 nawet 14%.
| Rok  | Liczba koni | Liczba wagonów | Liczba przewiezionych pasażerów [mln] | Liczba zatrudnionych |
| ---- | ----------- | -------------- | ------------------------------------- | -------------------- |
| 1891 | 524         | 86             | 8,2                                   | brak danych          |
| 1900 | 337         | 140            | 15,4                                  | 495                  |
| 1909 | 21          | 394            | 28,3                                  | 967                  |

### Powstanie tramwajów elektrycznych

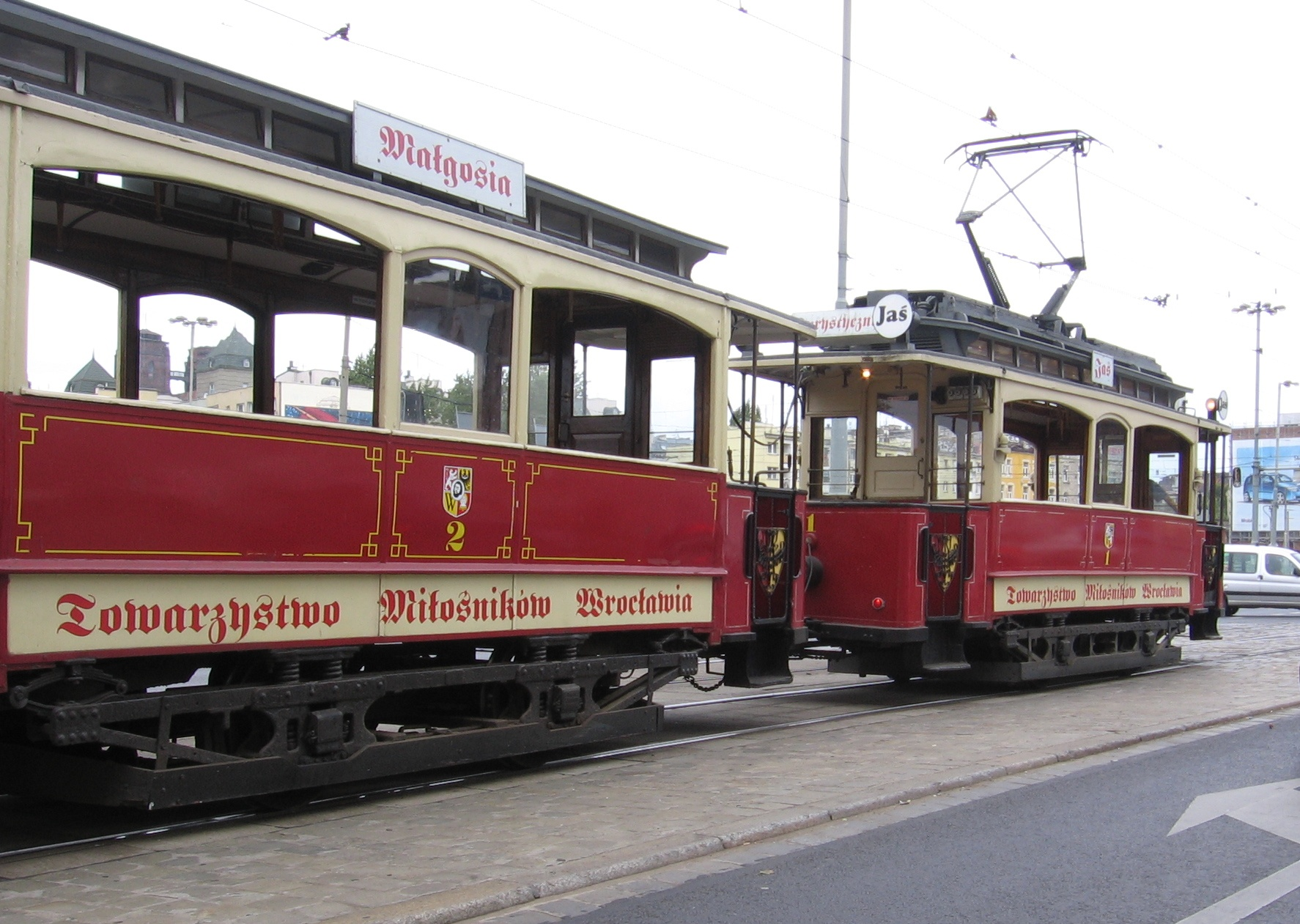
Zabytkowe wagony Berolina – Jaś i Małgosia z 1905 roku

2 kwietnia 1892 udzielono nowemu przedsiębiorstwu tramwajowemu pod nazwą Tramwaje Elektryczne Wrocław SA (Elektrische Straßenbahn Breslau AG, ESB) ważnej trzydzieści lat koncesji na budowę linii tramwaju elektrycznego. Spółkę zawiązano oficjalnie 9 czerwca 1892. 14 lipca 1893 (według innych źródeł 14 czerwca) uruchomiła ona pierwszą linię z Grabiszyna na Rakowiec. Jest to pierwsza linia tramwaju elektrycznego na terenie obecnej Polski. 27 czerwca 1899 (wejście w życie 5 sierpnia) zmieniono natomiast koncesję dotychczasowego tramwaju konnego, dopuszczając przebudowę na trakcję elektryczną pod warunkiem prawa do współużytkowania infrastruktury przez miasto (do 5 sierpnia 1906 z ograniczeniem łącznej długości współużytkowanych torów do 600 m). Budowę i eksploatację prowadziły odtąd trzy niezależne przedsiębiorstwa transportowe: Wrocławskie Towarzystwo Ulicznej Kolei Żelaznej (prowadzące wcześniej eksploatację tramwaju konnego), Tramwaje Elektryczne Wrocław oraz należące do miasta Tramwaje Miejskie Wrocław (Städtische Straßenbahn Breslau, SSB), założone w 1901 na podstawie decyzji z 10 lipca 1900. Mówiła ona, że dalsze nowe linie tramwajowe budowane będą przede wszystkim przez przedsiębiorstwo podległe miastu, a dopuszczalna będzie budowa tylko tych linii prywatnych, na które wcześniej udzielono zezwolenia. W ten sposób zamierzano uniknąć groźby sytuacji występującej w Berlinie, gdzie prywatna Große Berliner Straßenbahn dyktowała magistratowi politykę transportową.
6 sierpnia 1901 Towarzystwo uruchomiło tramwaj elektryczny na dwóch trasach: Popowice – Brama Oławska (ul. Traugutta) oraz Popowice – Dworzec Główny. Do końca 1901 zelektryfikowało prawie wszystkie odcinki swoich tras. Natomiast ESB ukończyło budowę zajezdni przy ul. Krakowskiej. W 1902 BSEG zbudowało trasę tramwajową od Dworca Głównego przez ulice Stawową, Glinianą do ulicy Kamiennej. W latach 1902–1903 powstała trasa do Cmentarza Osobowickiego. Od dworca wąskotorowego przy pl. Staszica na ul. Reymonta i moście Osobowickim tramwaj miał wspólną szynę z koleją wąskotorową (750 mm). Ten odcinek splotu trzech szyn (dwutorowy – w obu kierunkach, zatem razem sześć szyn) przetrwał do 1950, będąc wykorzystywany przez pociągi wąskotorowe do i z Trzebnicy, jak i tramwaje do i z Osobowic.
W 1993 roku Poznański Klub Modelarzy Kolejowych – dla uczczenia setnego jubileuszu wyjazdu na trasę pierwszego wrocławskiego tramwaju elektrycznego – wydał opracowanie Jana Wojcieszaka „100 lat tramwajów elektrycznych we Wrocławiu”.

### Rozwój sieci miejskich tramwajów

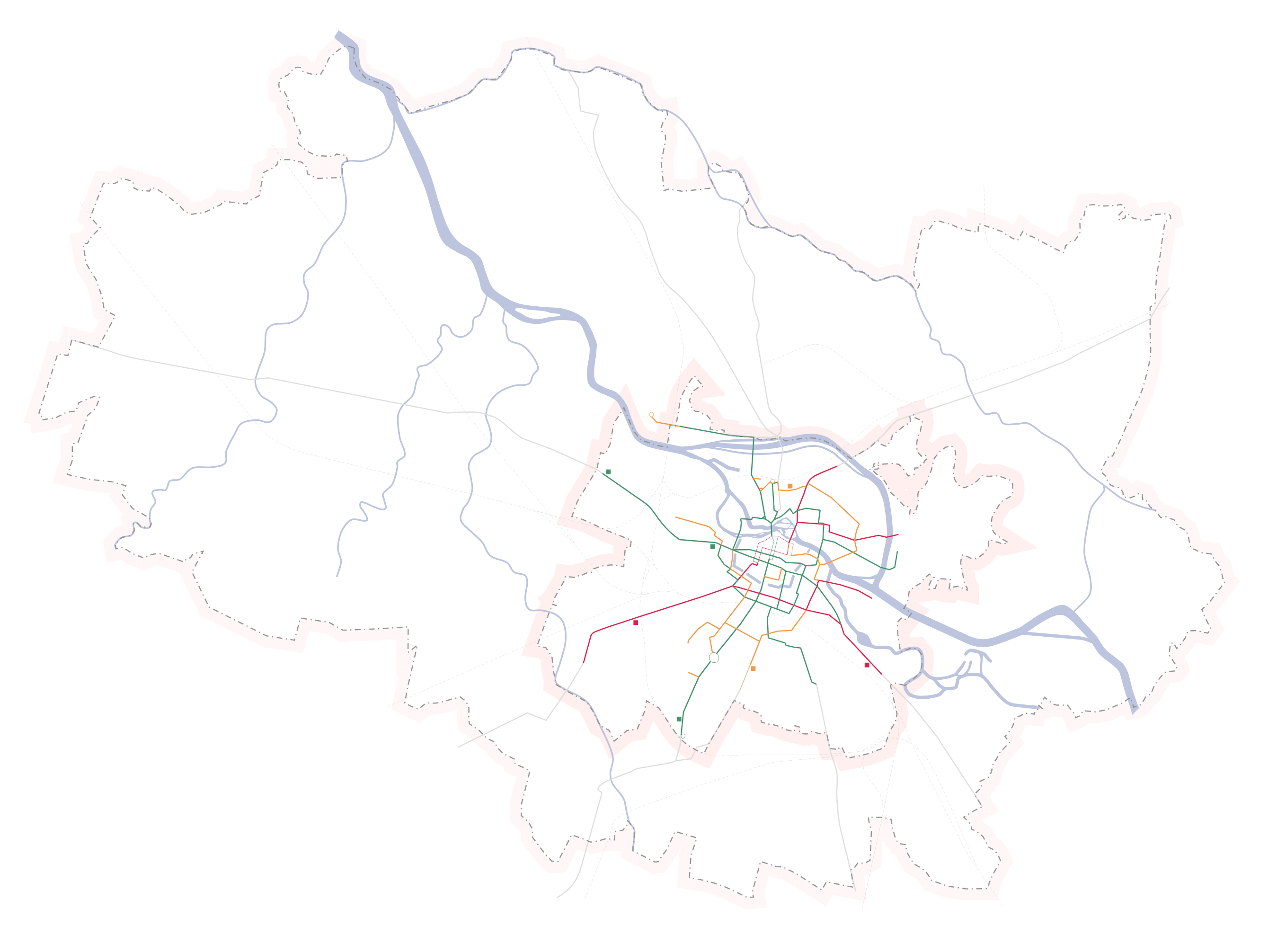
Sieć torowisk tramwajowych we Wrocławiu w roku 1911:
Czerwone – BSEG, Zielone – ESB, Żółte – SSB
małymi kółeczkami zaznaczone pętle tramwajowe, kwadracikami – zajezdnie

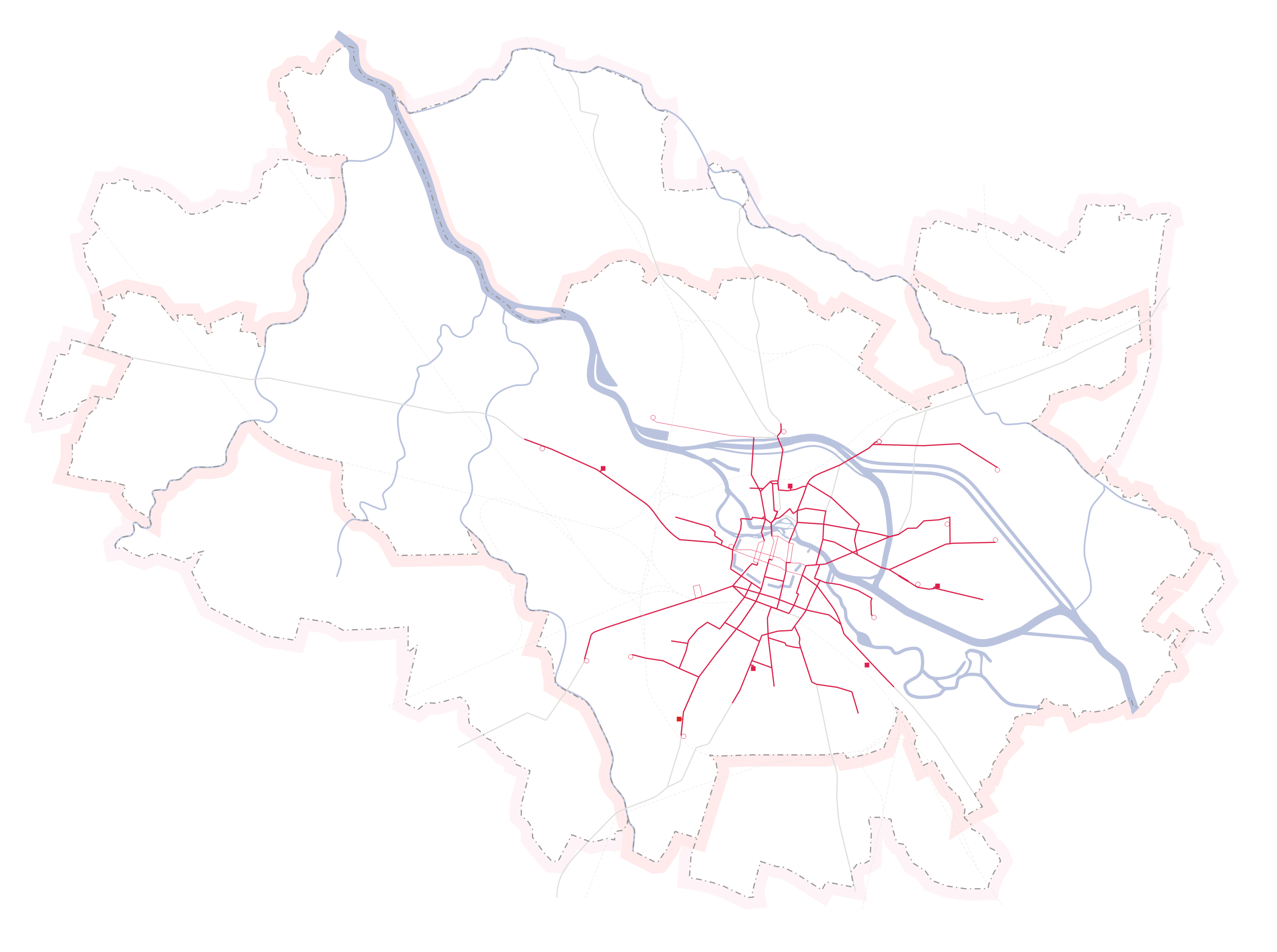
Sieć torowisk tramwajowych we Wrocławiu około roku 1939

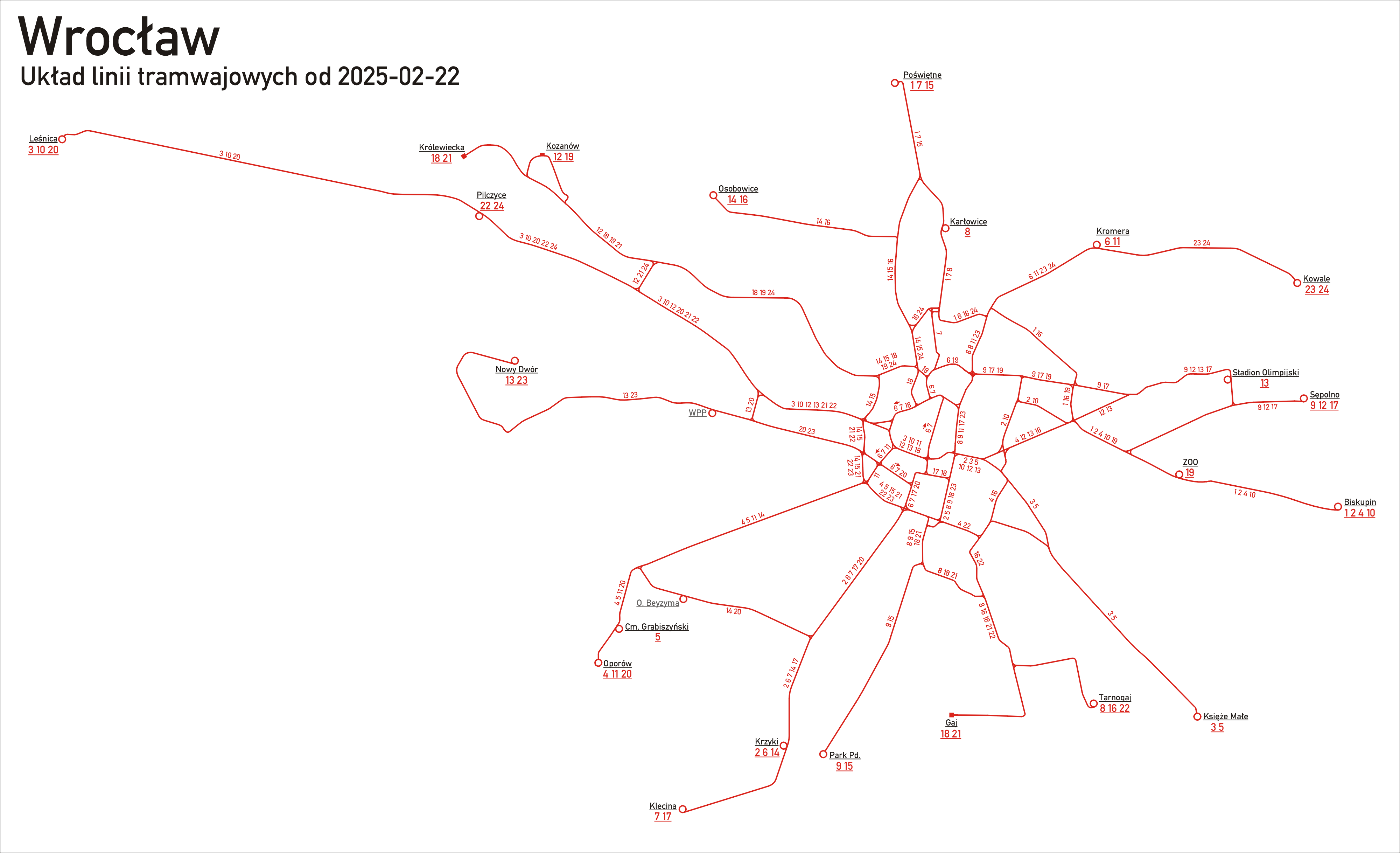
Aktualna sieć torowisk tramwajowych we Wrocławiu

W tym samym czasie powstały pierwsze linie tramwaju miejskiego. 14 lipca 1902 SSB otworzyła pierwsze dwie linie: z Parku Południowego poprzez plac Hirszfelda, ul. T. Zielińskiego, pl. Muzealny, u. Podwale i u. Pomorską do Dworca Nadodrze i z ul. Ślężnej przez ulice Sanocką oraz Zielińskiego do Dworca Nadodrze, korzystające częściowo w przewidzianym umową zakresie z torowisk BSEG. Przy Ślężnej, u zbiegu z ówczesnym zaułkiem Ziołowym (później połączonym z ul. Kamienną) zlokalizowano zajezdnię oraz nieistniejący już dziś budynek dyrekcji tramwaju miejskiego. Mimo że miejski tramwaj wobec zapaści gospodarczej był nierentowny, jego sieć intensywnie rozbudowywano.
W 1904 przedłużono linię w ul. Ślężnej do cmentarza przy al. Wiśniowej oraz zbudowano tor odstawczy w al. Hallera. 26 sierpnia 1906 wydłużono tory w kierunku Cmentarza Osobowickiego poza ówczesną granicę miasta – do wsi Osobowice, jako pierwszą we Wrocławiu linię na torowisku wydzielonym i zakończoną najstarszą pętlą w sieci wrocławskiej, istniejącą do dziś. 26 listopada 1908 otwarto tory w ul. Szczęśliwej i Gajowickiej. 24 grudnia 1909, dzięki umowie z ESB o wspólnym korzystaniu z trasy w ul. Pułaskiego, otwarto linię poprzez tę ulicę oraz ulicę Purkyniego do Nowego Targu. Nieco wcześniej rozpoczęto budowę trasy tramwaju miejskiego przez nowy most Grunwaldzki i oś Grunwaldzką. BSEG zaprotestowało przeciw planom współużytkowania z torów w ul. Marii Skłodowskiej-Curie, a miasto wniosło sprawę do sądu. Jednocześnie Towarzystwo zaskarżyło plany budowy miejskiej linii przez ul. Nowowiejską, która mogła odebrać część pasażerów liniom przez ul. Stefana Wyszyńskiego i ul. Bolesława Prusa.
W 1911 r. miasto zdecydowało się wykupić Wrocławskie Towarzystwo Kolei Ulicznej (BSEG) za sumę dziesięciu milionów marek, a jego majątek wcielono do Miejskich Tramwajów Wrocław (SSB), które stały się tym samym największym przewoźnikiem. W celu pomieszczenia wszystkich wagonów zostają wybudowane dwie zajezdnie: pierwsza przy ul. Słowiańskiej (oddana do użytku w 1910), druga przy ul. Wróblewskiego (oddana do użytku w 1913). 1 lipca 1912 przyniósł miastu na krótko nowy rodzaj transportu – w tym dniu została oddana do użytku linia trolejbusowa z Wilczego Kąta (ul. Krakowska – zajezdnia) do Brochowa o długości 4,4 km. W związku z licznymi trudnościami linia ta po roku uległa bezpowrotnej likwidacji. I wojna światowa przyniosła spore ograniczenia w komunikacji miejskiej. Mimo to miastu udało się wydłużyć odcinek torów z ul. Kamiennej do Tarnogaju.
W 1919 r. ESB posiadały 85 wagonów silnikowych, 150 doczepnych, zatrudniały 673 osoby i przewiozły 29,6 mln pasażerów.

### Zjednoczenie sieci tramwajowej
Konkurencja między przedsiębiorstwami spowodowała szybki, lecz stosunkowo nieuporządkowany rozwój sieci. Jeszcze 6 września 1900 zatwierdzono jednak decyzję rady miejskiej o skorzystaniu z prawa pierwokupu po upływie koncesji ESB. Zawarto umowę, na mocy której 1 lipca 1923 miasto miało przejąć cały majątek ESB, jednak ze względów budżetowych przesunięto przejęcie na 1 marca 1924. Ostatecznie nastąpiło ono w dwóch etapach 1 i 13 kwietnia. ESB postawiono 20 stycznia 1926 w stan likwidacji, która trwała do 1931. Odtąd miejskie przedsiębiorstwo było monopolistą. W latach 1924–1927 przebudowano układ sieci w centrum miasta, dążąc do efektywnego wykorzystania sieci złożonej z dwóch dawniej niezależnych części. Dzięki temu powstała spójna sieć tramwajowa, której zasadniczy układ nie zmienił się do dziś.
W październiku 1935 zreformowano trasy linii tramwajowych, przystosowując sieć do obsługi widowisk masowych. Zbudowano dodatkowy, trzeci peron przy Hali Stulecia oraz trójtorową pętlę przy Stadionie Olimpijskim. W latach 30. wydłużono linię w obecnej al. Hallera. Na odcinku między ul. Gajowicką a pętlą na wysokości ul. Beniowskiego kursował początkowo w ruchu wahadłowym pierwszy we Wrocławiu wagon z odbierakiem pantografowym. Od końca lat 30. stopniowo wymieniano we wszystkich wagonach odbieraki pałąkowe na pantografy, jednak do końca II wojny światowej nie zakończono przebudowy taboru.

### II wojna światowa
W okresie II wojny światowej linie tramwajowe znacznie ucierpiały. Ze względu na wykorzystywanie zapasów benzyny na potrzeby wojenne, tramwaje musiały przejąć również pasażerów autobusów i samochodów. 1 listopada 1943 przeprowadzono całkowitą reorganizację linii. Dążąc do jak najefektywniejszego wykorzystania taboru, starano się skierować wszystkie linie tak, aby każda dzielnica miała bezpośrednie połączenie zarówno z Rynkiem, jak i z Dworcem Głównym. W czasie wojny funkcjonowały wagony sanitarne przewożące rannych. W związku z tym zdołano zbudować jedno jednotorowe przedłużenie linii – w ul. Ślężnej od al. Dębowej do bramy nowego lazaretu przy ul. Weigla, dzięki czemu uzyskano możliwość transportu rannych z dworca. Podczas oblężenia Festung Breslau budowano z wozów tramwajowych barykady.
| Nr linii | Trasa |
| -------- | --- |
| 1        | Bischofswalde – Scheitniger Stern – Kaiserbrücke – Ring – Königsplatz – Flughafen Biskupin – Plac Grunwaldzki – Most Grunwaldzki – Rynek – pl. Jana Pawła II – Lotnisko (i z powrotem) |
| 2        | Südpark – Ring – Odertorbahnhof – Korso-Allee Park Południowy – Rynek – Wrocław Nadodrze – al. Kasprowicza (i z powrotem) |
| 3        | Helmutstraße – Lohestraße – Hauptbahnhof – Taschenstraße – Ritterplatz – Gneisenauplatz – Sternstraße – Leerbeutel – Zimpel al. Armii Krajowej – Ślężna – Dworzec Główny – Piotra Skargi – pl. Nankiera – pl. Bema – Sienkiewicza – Zalesie – Sępolno (i z powrotem)                                                                                                |
| 4        | Gräbschen (Friedhöfe) – Sonnenplatz – Ring – Mauritiusplatz – Morgenau Grabiszynek (cmentarze) – pl. Legionów – Rynek – pl. Wróblewskiego – Rakowiec (i z powrotem) |
| 5        | Flughafen – Ring – Mauritiusplatz – Ofener Straße Lotnisko – Rynek – pl. Wróblewskiego – Krakowska (i z powrotem) |
| 6        | Flughafen – Ring – Hauptbahnhof – Schönstraße Lotnisko – Rynek – Dworzec Główny – Piękna (i z powrotem) |
| 7        | Weißenburger Straße – Scheitniger Stern – Kaiserbrücke – Feldstraße – Hauptbahnhof – Sonnenplatz – Freiburger Bahnhof – Königsplatz – Odertorbahnhof – Weißenburger Straße Słowiańska – Plac Grunwaldzki – Most Grunwaldzki – Krasińskiego – Dworzec Główny – pl. Legionów – Dworzec Świebodzki – pl. Jana Pawła II – Dworzec Nadodrze – Słowiańska                 |
| 8        | Weißenburger Straße – Odertorbahnhof – Königsplatz – Freiburger Bahnhof – Sonnenplatz – Hauptbahnhof – Feldstraße – Kaiserbrücke – Scheitniger Stern – Weißenburger Straße Słowiańska – Dworzec Nadodrze – pl. Jana Pawła II – Dworzec Świebodzki – pl. Legionów – Dworzec Główny – Krasińskiego – Most Grunwaldzki – Plac Grunwaldzki – Słowiańska                 |
| 9        | Flughafen – Ring – Lessingplatz – Kaiserbrücke – Scheitniger Stern – Zimpel Lotnisko – Rynek – pl. Powstańców Warszawy – Most Grunwaldzki – Plac Grunwaldzki – Sępolno (Wrocław) (i z powrotem) |
| 10       | Gräbschen (Friedhöfe) – Sonnenplatz – Ring – Lessingbrücke – Sternstraße – Leerbeutel Grabiszynek (cmentarze) – pl. Legionów – Rynek – Most Pokoju – Sienkiewicza – Zalesie (i z powrotem) |
| 11       | Steinstraße – Hauptbahnhof – Taschenstraße – Lessingbrücke – Scheitniger Stern – Bischofswalde Kamienna – Dworzec Główny – Piotra Skargi – Plac Grunwaldzki – Biskupin (i z powrotem) |
| 12       | Südpark – Ring – Odertorbahnhof – [Korso-Allee] Park Południowy – Rynek – Wrocław Nadodrze – [al. Kasprowicza] (i z powrotem) |
| 13       | Scheerstraße – Gabitzstraße – Viktoriastraße – Bohrauerstraße – Hauptbahnhof – Brüderstraße – Lessingplatz – Adalbertstraße – Lehmdamm – Benderplatz Beniowskiego – Gajowicka – Lwowska – Borowska – Dworzec Główny – Pułaskiego – pl. Wróblewskiego – Wyszyńskiego – Prusa – pl. Staszica (i z powrotem)                                                           |
| 14       | Schönstraße – Hauptbahnhof – Taschenstraße – Ritterplatz – Gneisenauplatz – Wichelhaus-Allee Piękna – Dworzec Główny – Piotra Skargi – pl. Nankiera – pl. Bema – Boya-Żeleńskiego (i z powrotem) |
| 15       | Helmutstraße – Viktoriastraße – Höfchenstraße – Karlsplatz – Ring – Benderplatz – Oswitz al. Armii Krajowej – Lwowska – Zielińskiego – pl. Bohaterów Getta – Rynek – pl. Staszica – Osobowice (i z powrotem) |
| 16       | Flughafen – Ring – Hauptbahnhof – Schönstraße Lotnisko – Rynek – Dworzec Główny – Piękna (i z powrotem) |
| 17       | Sturmführer-Demmig-Platz – Königsplatz – Ring – Hauptbahnhof – Bohrauerstraße – Lohestraße – Eichen-Allee Rynek Szczepiński – pl. Jana Pawła II – Rynek – Dworzec Główny – Borowska – Ślężna – al. Dębowa (i z powrotem) |
| 18       | Scheerstraße – Gabitzstraße – Höfchenstraße – Amtsgericht – Graupenstraße – Karlsplatz – Ring – Feldstraße – Lessingplatz – Lessingbrücke – Scheitniger Stern – Zimpel Beniowskiego – Gajowicka – Zielińskiego – sąd rejonowy – Krupnicza – pl. Bohaterów Getta – Rynek – Krasińskiego – pl. Wróblewskiego – Most Pokoju – pl. Grunwaldzki – Sępolno (i z powrotem) |
| 19       | Gräbschen (Friedhöfe) – Sonnenplatz – Gartenstraße – Hauptbahnhof – Flurstraße – Tauentzienstraße – Ofener Straße Grabiszynek (cmentarze) – pl. Legionów – Piłsudskiego – Dworzec Główny – Małachowskiego – Kościuszki – Krakowska (i z powrotem) |
| 20       | Südpark – Ring – Schuhbrücke – Ritterplatz – Gneisenauplatz – Sternstraße – Leerbeutel – Zimpel Park Południowy – Rynek – Szewska – pl. Nankiera – pl. Bema – Sienkiewicza – Zalesie – Sępolno (i z powrotem) |
| 21       | Sturmführer-Demmig-Platz – Königsplatz – Ring – Lessingpatz – Kaiserbrücke – Kaiserstraße – Wilhelmsruh Rynek Szczepiński – pl. Jana Pawła II – Rynek – pl. Powstańców Warszawy – Most Grunwaldzki – pl. Grunwaldzki – Zacisze (i z powrotem) |
| 22       | Südpark – Ring – Schuhstraße – Ritterplatz – Gneisenauplatz – Wichelhaus-Allee Park Południowy – Rynek – Szewska – pl. Nankiera – pl. Bema – Boya-Żeleńskiego (i z powrotem) |
| 23       | Wichelhaus-Allee – Thorner Straße Boya-Żeleńskiego – Toruńska (i z powrotem) |
| 24       | Kürassierstraße – Höfchenstraße – Operahaus – Zwingerstraße – Taschenstraße – Ritterplatz – Gneisenauplatz – Wichelhaus-Allee Hallera – Zielińskiego – Opera – Teatralna – Piotra Skargi – pl. Nankiera – pl. Bema – Boya-Żeleńskiego (i z powrotem) |
| 25       | Königsplatz – Freiburger Bahnhof – Sonnenplatz – Gartenstraße – Hauptbahnhof – Flurstraße pl. Jana Pawła II – Dworzec Świebodzki – pl. Legionów – Piłsudskiego – Dworzec Główny – Małachowskiego (i z powrotem) |
| 26       | Pendelverkehr Flughafen – Schmiedefeld. Pendelverkehr Schönstraße – Ostendstraße. Ruch wahadłowy Lotnisko – Kuźniki. Ruch wahadłowy Piękna – Gazowa. |

1. 1 2  Linie 2 i 12 były identyczne, przynajmniej „tymczasowo”
2. 1 2  Linie 6 i 16 były identyczne
3. 1 2  Linie 7 i 8 biegły tą samą trasą okólną, ale w przeciwnych kierunkach
4. 1 2  Współczesny Most Pokoju wybudowany został na miejscu całkowicie zniszczonego w 1945 r. Lessingbrücke
5. 1 2  Tymczasowo
6. 1 2  Na wysokości ul. Beniowskiego (boczna al. Hallera) zlokalizowana jest pętla tramwajowa, obecnie Grabiszynek
7. ↑  W roku 1943, tak jak obecnie, główny kompleks wrocławskich budynków sądowych znajdował się w kwartale dzisiejszych ulic Sądowej, Podwala, Muzealnej i placu Muzealnego.
8. ↑  Do roku 1945 nazwa Kaiserstraße odnosiła się do szerokiej alei, która mniej więcej w połowie swojej długości krzyżowała się z kilkoma innymi ulicami, co tworzyło gwiazdę noszącą nazwę Scheitniger Stern; obecnie zarówno ta aleja, jak i to skrzyżowanie noszą wspólną nazwę Plac Grunwaldzki

### Okres powojenny

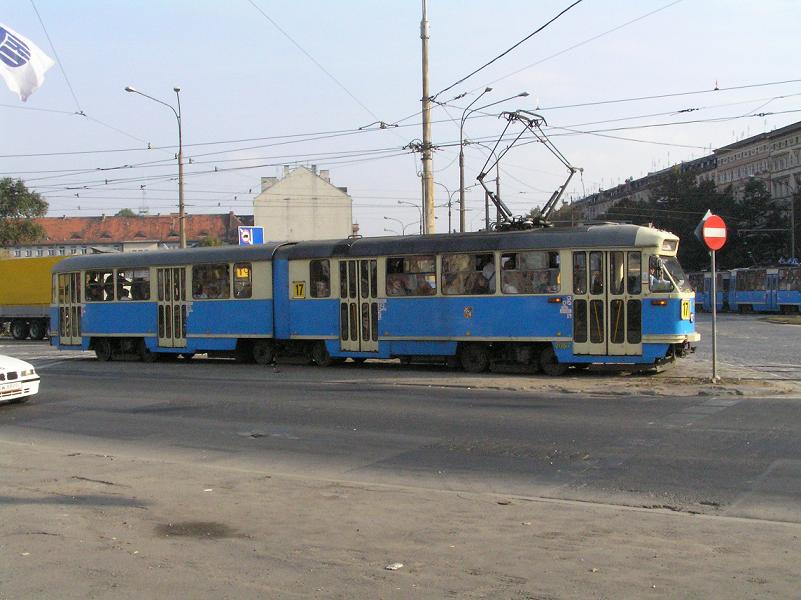
Tramwaj typu 102Na (2005)

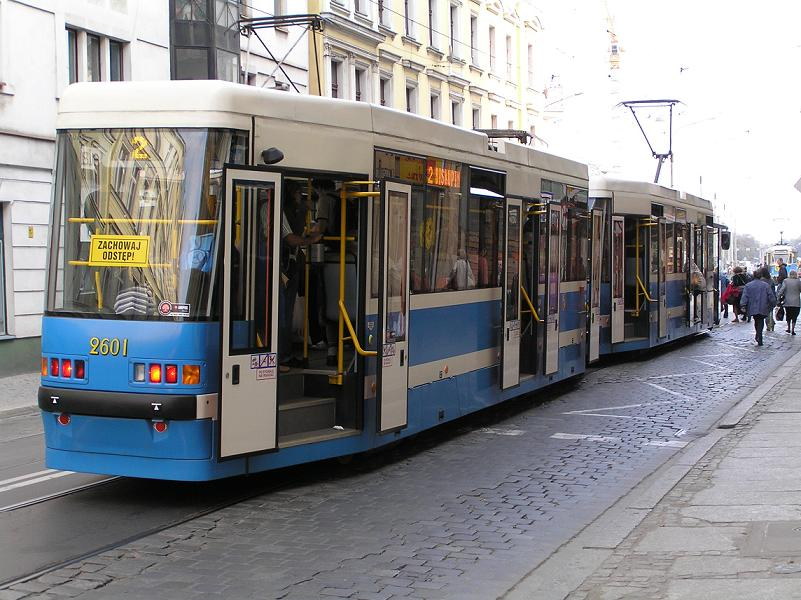
Tramwaj typu 204 WrAs (2005)

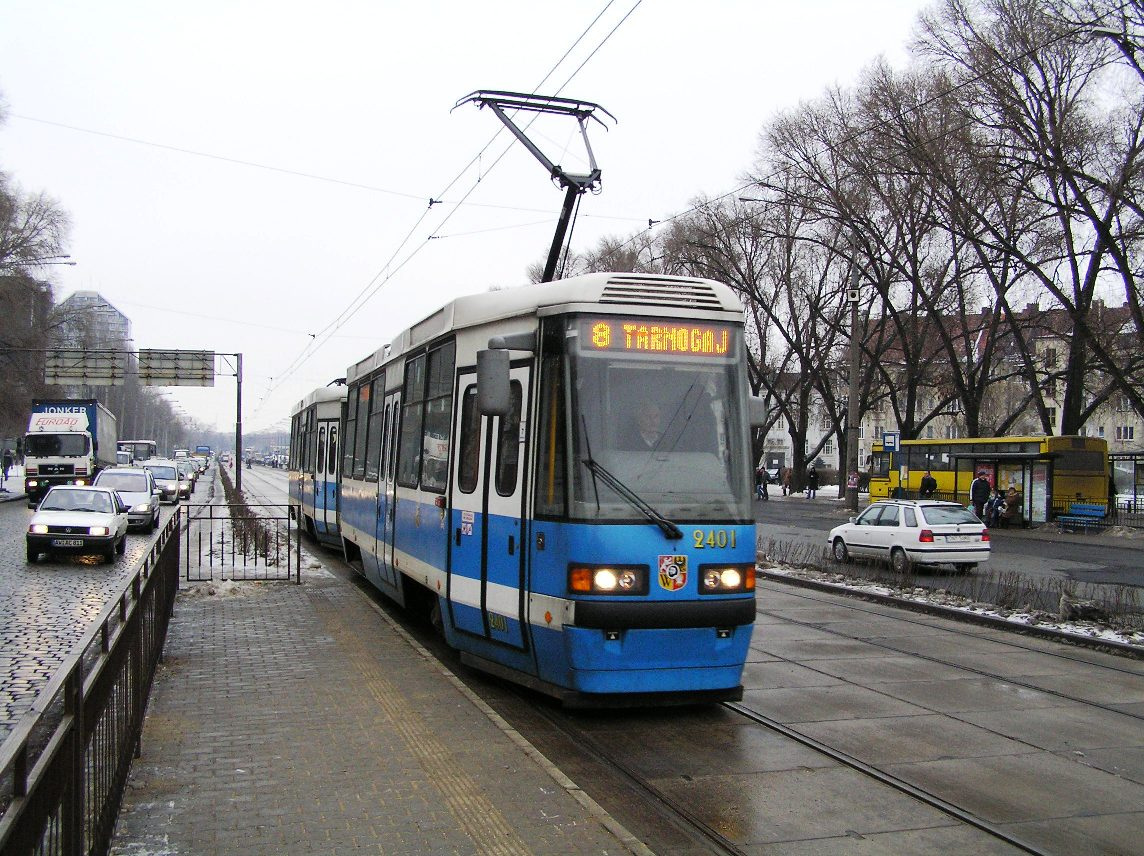
Zmodernizowany tramwaj typu 105Na (2006)

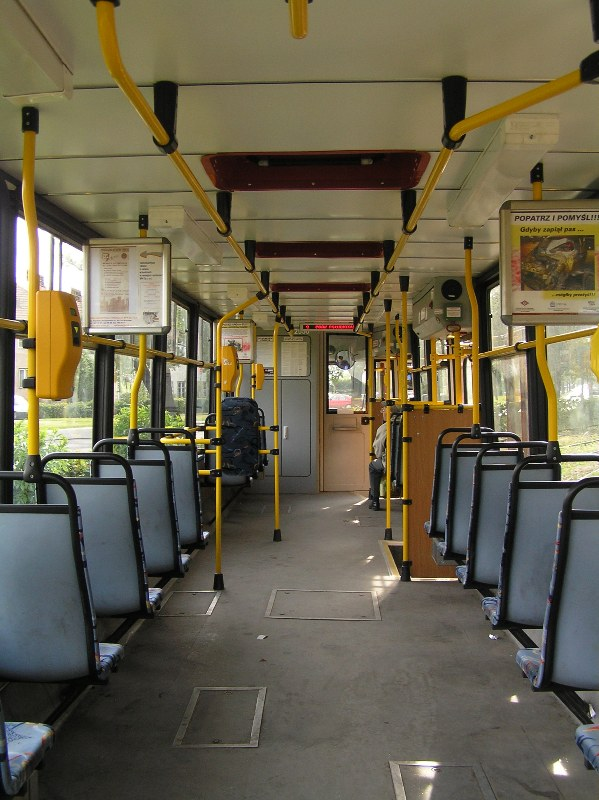
Wnętrze zmodernizowanego 105Na (105NaWr)

Tabor tramwajowy po kapitulacji Festung Breslau był zdewastowany w znacznym stopniu – tylko nieco ponad dwieście wozów silnikowych (zniszczonych od 25 do 50%) oraz podobna liczba wagonów doczepnych uszkodzonych w podobnym stopniu nadawało się do remontu; 43 silnikowe i 150 doczepnych trzeba było zezłomować.
| Nr linii | Data otwarcia | Trasa                                                  |
| -------- | ------------- | ------------------------------------------------------ |
| 1        | 22.7.1945     | Biskupin – Słowiańska                                  |
| 2        | 6.10.1945     | Dworzec Nadodrze – Karłowice                           |
| 3        | 22.11.1945    | Rynek – Legnicka/Poznańska                             |
| 4        | 24.1.1946     | Rynek – Cmentarz Grabiszyński                          |
| 5        | 15.3.1946     | Rynek – ul. Krakowska                                  |
| 6        | 25.7.1946     | Mosty Warszawskie – ul. Muzealna                       |
| 7        | 27.9.1946     | Rynek – Świdnicka – Powstańców Śl. – Krzyki            |
| 8        | 17.7.1946     | pl. Karola Marksa (dziś pl. Strzelecki) – Osobowice    |
| 9        | 30.9.1946     | ul. Chopina – ul. Sienkiewicza                         |
| 10       | 26.7.1946     | Dworzec Nadodrze – Dworzec Świebodzki – Dworzec Główny |
| 11       | 1.12.1946     | linia na Kowale                                        |
| 12       | 1947          | Sępolno – Rynek                                        |
| 14       | 26.5.1948     | Grabiszynek – Powstańców Śląskich – Rynek              |
| 15       | 1948          | Dyrekcyjna – Hala Ludowa                               |
| 0        | 1948          | „okólna” (wokół centrum miasta)                        |

Pierwszy tramwaj ruszył 22 lipca 1945 – linia nr 1 ze stosunkowo najmniej zniszczonej dzielnicy Biskupin do zajezdni tramwajowej przy ul. Słowiańskiej w pobliżu dworca PKP Wrocław Nadodrze, jeszcze we wrześniu wydłużono ją do pl. Staszica. Pozostałe linie były stopniowo odbudowywane: linia nr 2 spod Dworca Nadodrze do ul. Żmigrodzkiej (pętla na Zawalnej), w kierunku Karłowic, ruszyła 6 października 1945; linia nr 3 z Rynku do skrzyżowania ulic Legnickiej i Poznańskiej (w pobliżu zlokalizowane były duże zakłady przemysłowe, m.in. „Pafawag” i „Archimedes”) – półtora miesiąca później, 22 listopada. Po roku 1948 uruchomiono dalszych kilkanaście linii tramwajowych, które otrzymały kolejne numery od 16 do 24.
W 1947 uruchomiono pierwsze nocne kursy tramwajów, które w różnej formie (nocne kursy linii dziennych lub osobne linie nocne) działały do 1 września 2003 roku. W 1952 roku tramwaje masowo przemalowywano na kolor czerwony, a w 1973 r. powrócono do barwy niebieskiej.
W 1948 r. oddano pierwszy odcinek nowego torowiska tramwajowego w mieście, prowadzący do Pafawagu – później przeniesiono go z ul. Strzegomskiej na Robotniczą. Poza tym okres powojenny charakteryzował się głównie wydłużaniem istniejących torowisk do odleglejszych dzielnic. Kolejną inwestycją po wojnie była budowa odcinka do Leśnicy w roku 1949. 17 września 1950 r. uruchomiono przedłużenie torów w ciągu ul. Opolskiej na Księże Małe. W tym samym roku przedłużono też torowiska na Oporów i Klecinę (1950), a w 1951 r. na Gaj (ten ostatni zlikwidowano w 1969 r. zastępując go odcinkiem do Parku Południowego). Do końca lat 70. XX w. powstały odcinki na Kowale i przedłużono torowisko na Hallera od pętli Grabiszynek do ul. Grabiszyńskiej, a w następnej dekadzie także doprowadzono tramwaj na Poświętne przez ul. Bałtycką i Żmigrodzką.
W okresie PRL zreorganizowano ruch w centrum poprzez przeniesienie go na nowe torowiska i likwidację starych: do 1959 r. zbudowano tory na ul. Widok i przyległym fragmencie ul. Szewskiej oraz tory na ul. Zamkowej, a do końca lat 70. zrealizowano nowe odcinki na ul. Kazimierza Wielkiego, Nowy Świat (w 1978 r.), Piłsudskiego i Drobnera, a na początku następnego dziesięciolecia także na pl. Społecznym. Oddanie torowisk na ciągu ul. Kazimierza Wielkiego wiązało się z likwidacją odcinków na Rynku i przyległych, w tym torowiska na ul. Zamkowej. W latach 90. rozpoczęto remonty torowisk (niektóre z nich wymuszone przez szkody dokonane przez powódź tysiąclecia z lipca 1997), w tym przebudowano węzeł transportowy przy Dworcu Głównym.
Pomimo szybkiego uruchomienia tramwajów, wiele odcinków długo pozostawało nieczynnych, m.in.: ul. Sienkiewicza i Piasek w 1957 r., na ul. Szczytnickiej dwa lata później, a kolejne dwa lata później na ul. Bema. W 1967 r. oddano do użytku odbudowane po wojnie torowisko na ul. Kościuszki, a dwa lata później na ul. Dyrekcyjnej i fragmencie ul. Mickiewicza na południe od ul. Paderewskiego. Odcinek na ul. Wyszyńskiego między ulicami Szczytnicką i Sienkiewicza uruchomiono dopiero w 1990 r.. Nigdy jednak nie przywrócono do użytku odcinków na ul. Zielińskiego i Gajowickiej, Tęczowej, Szpitalnej, Lwowskiej i Sieradzkiej, Prusa, Na Grobli i Rakowieckiej, placu Strzeleckim, Zachodniej, Purkyniego i Kotlarskiej.
W roku 1983 oddano do użytku tory tramwajowe wzdłuż ulic Bałtyckiej i Żmigrodzkiej prowadzące na Poświętne – polepszyło to dojazd do dużych zakładów przemysłowych w tym rejonie i centrum handlowego „Marino” (od którego nazwę początkowo wziął przystanek końcowy i nosił ją do stycznia 2015).
W roku 1987 poznańskie Biuro Projektów Dróg i Mostów opracowało dokumentację projektową wiaduktów i estakad dla linii szybkiego tramwaju, m.in. na odcinku Pafawag – Dworzec Główny. Ostatecznie jednak projekt szybkiego tramwaju nie został zrealizowany do dzisiaj.
W 2012 r. oddano do użytku nowe odcinki torowisk na osiedlach Gaj i Kozanów. 26 maja 2017 wyłączono z eksploatacji tory w ul. Kościuszki. W czerwcu 2019 r. uruchomiono torowisko w ul. Hubskiej (odcinek Gajowa – Sucha).

26 czerwca 2021 oddano do użytku pierwszy fragment trasy na Nowy Dwór – odcinek pomiędzy pl. Orląt Lwowskich a ul. Śrubową (budowę rozpoczęto w roku 2019).

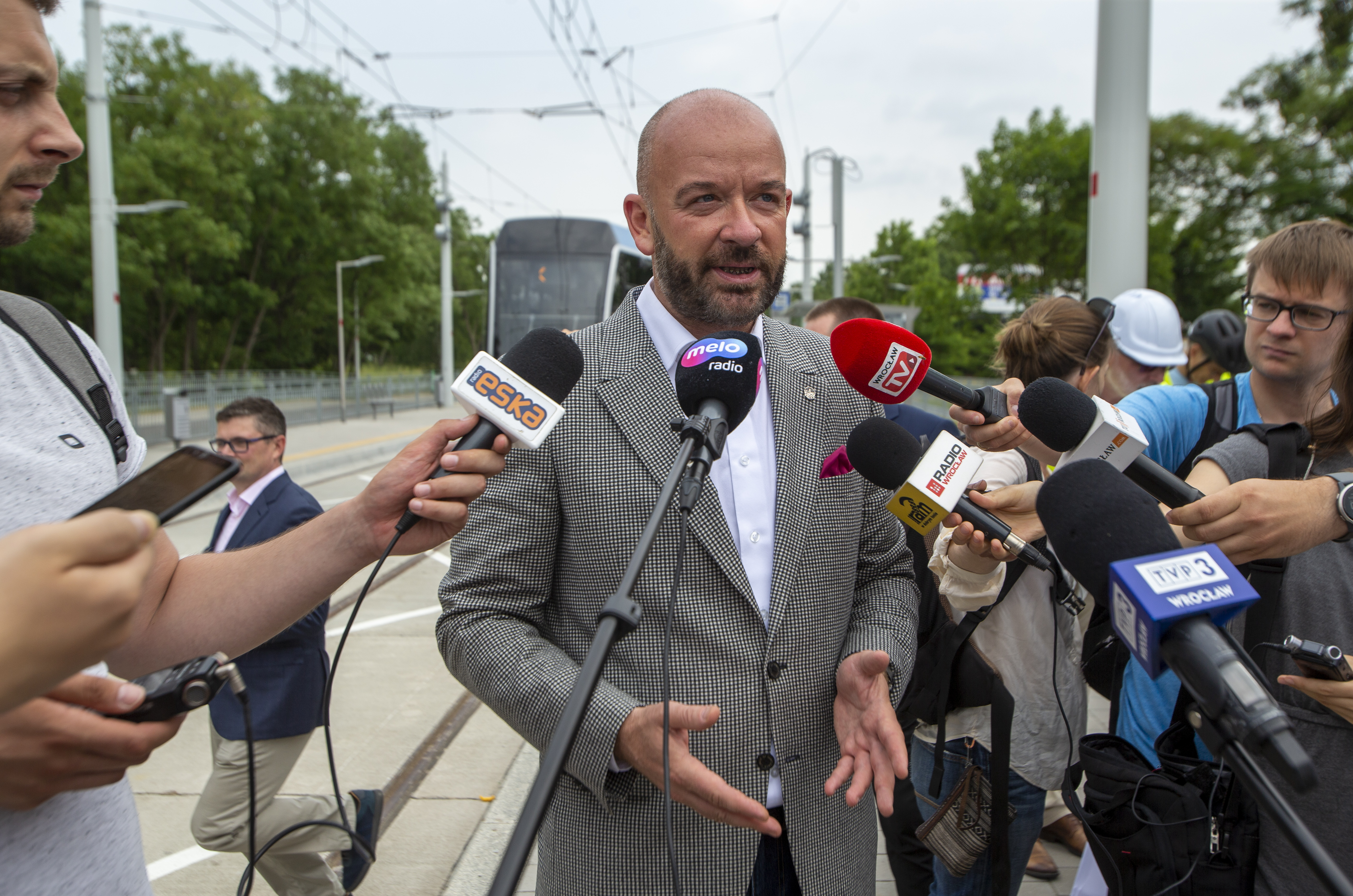
Prezydent Wrocławia Jacek Sutryk, podczas otwarcia TAT (Dworzec Świebodzki - Nowy Dwór)

Od początku kwietnia 2022 r. wprowadzono zasadę, zgodnie z którą wszystkie tramwaje kursujące w weekendy i święta to pojazdy przynajmniej częściowo niskopodłogowe.
15 maja 2023 roku oddano do użytku torowisko w ciągu ulic Popowickiej i Długiej, łączące trasę na Kozanów i Stadion Miejski z mostami Mieszczańskimi. Nową trasą kursują nowe linie 18 (Kozanów – Gaj) i 19 (Kozanów – ZOO). Linia 18 zastąpiła dawną linię 32.
3 września 2023 roku oddano do użytku pozostały fragment trasy na Nowy Dwór, wraz z nową estakadą przechodzącą nad torami kolejowymi – odcinek od Wrocławskiego Parku Przemysłowego, przez ul. Strzegomską, na Nowy Dwór (trasa TAT Dworzec Świebodzki – Nowy Dwór). Rozpoczęły po niej kursowanie dwie linie – 13 (Nowy Dwór – Stadion Olimpijski przez centrum miasta) i 23 (Nowy Dwór – Kowale przez Dworzec Główny).

## Infrastruktura
| Wrocławska sieć tramwajowa |
| -------------------------- |
|                            |

### Torowiska
Wrocławska sieć tramwajowa ma długość 190,14 km pojedynczego toru w tym 108,18 zabudowanych i 81,96 km niezabudowanych. Sieć ma budowę promienistą. Większość linii prowadzi od centrum do poszczególnych dzielnic. Torowiska tramwajowe zrealizowane są jako wbudowane w jezdnie lub wydzielone. Część torowisk w śródmieściu jest wydzielona z ogólnodostępnej jezdni, jednak zabudowana w uniesioną w stosunku do okolicznego poziomu ulicy nawierzchnię, co umożliwia wykorzystanie tych torowisk przez pojazdy specjalne, a w niektórych przypadkach także autobusy.

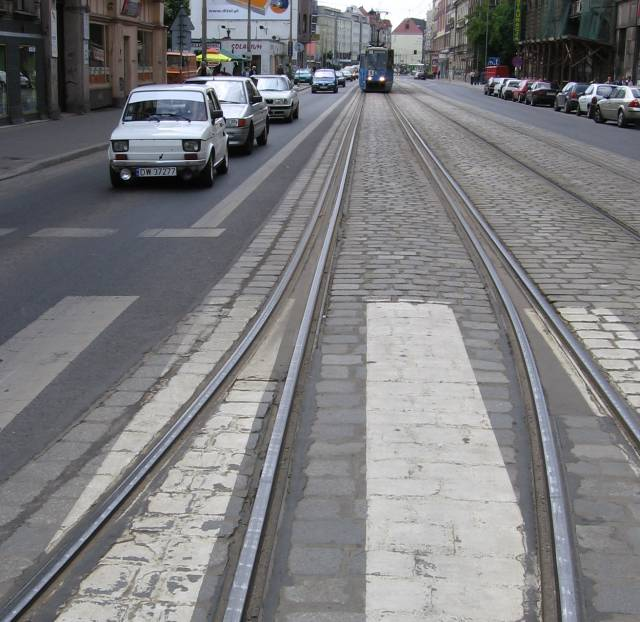
Splot torów tramwajowych na wrocławskiej ul. Piłsudskiego

Układ jest wrażliwy na prace remontowe prowadzone na głównych liniach z powodu trudności z wyznaczaniem tras objazdowych, by nie doprowadzić do przeciążenia pozostałych odcinków. Sieć torowisk we Wrocławiu jest w zasadzie przystosowana dla prawostronnego ruchu jednokierunkowych wagonów tramwajowych (z wyjątkiem tras na Gaj i Stadion Wrocław (Królewiecka) z 2011 r.). Oznacza to, że zmiana kierunku ruchu, a zatem punkty końcowe linii czy zawracanie w ruchu pozaliniowym możliwe są tylko na pętlach oraz trójkątach torowych. We Wrocławiu nie istnieją używane w regularnym ruchu trójkąty, jednak ten sposób zawracania stosuje się czasem w sytuacjach objazdów. Zawracanie możliwe jest także w zajezdniach, posiadających układ przelotowy. Poszczególne trasy torowe obsługiwane są wspólnie przez większą liczbę linii, co oznacza konieczność częstego używania rozjazdów w zwykłym ruchu liniowym. W celu usprawnienia rozdzielania się linii buduje się sploty, pozwalające na wjazd tramwaju na właściwy dla danej linii tor kilkadziesiąt metrów przed skrzyżowaniem.

### Zajezdnie
Pierwsze dwie zajezdnie tramwaju konnego powstały w 1877 r. przy skrzyżowaniu ul. Curie-Skłodowskiej i Nauczycielskiej oraz ul. Powstańców Śląskich i Wielkiej, a trzecia na pl. Strzegomskim powstała w 1879 r., jednak szybko zastąpiła ją zajezdnia przy ul. Ziemowita, zbudowana w latach 1884–1885. Po elektryfikacji z 1901 roku zajezdnie przy Curie-Skłodowskiej i Powstańców Śląskich sprzedano, a zajezdnia przy ul. Ziemowita służyła jako miejsce postojowe pojazdów technicznych. Wybudowano nowe zajezdnie: Borek przy ul. Powstańców Śląskich, Popowice przy ul. Legnickiej i zajezdnie przy ul. Ołbińskiej oraz przy ul. Grabiszyńskiej. W 1902 r. powstała zajezdnia nr I przy ul. Kamiennej, a w 1910 – nr II przy ul. Słowiańskiej, a następnie miasto przejmowało prywatne zajezdnie: III (Ołbińska), IV (Borek), V (Popowice). W 1913 r. wybudowano zajezdnię nr VI (Dąbie).
We Wrocławiu obecnie znajduje się 6 zajezdni tramwajowych, 3 używane są w ruchu liniowym przez tramwaje, 2 są używane przez firmy z branży tramwajowej, a ostatnia została przekształcona na zajezdnię autobusową:
| Numer (dla MPK także skrót)       | Zdjęcie | Osiedle i adres                    | Lata użytkowania przez tramwaje | Status                                         | Pojemność | Uwagi | Tabor czynny |
| --------------------------------- | ------- | ---------------------------------- | ------------------------------- | ---------------------------------------------- | --------- | --- | --- |
| Zajezdnia tramwajowa nr 1 (TA)    |         | Huby, ul. Kamienna 74              | od 1902                         | Czynna                                         |           | Zwyczajowa nazwa – „Gaj”. Od sierpnia 2023 do marca 2024 – remont hali taborowej. | Moderus Beta MF19AC, Moderus Beta MF24AC, PESA Twist 2010NW                                                           |
| Zajezdnia tramwajowa nr 2 (TB)    |         | Ołbin, ul. Słowiańska 16           | od 1910                         | Czynna, od 2014 r. połączona z zajezdnią nr 3  |           | | Konstal 105Na, Konstal 105NWr, Protram 204WrAs, Moderus Beta MF17AC                                                   |
| Zajezdnia tramwajowa nr 3         |         | Ołbin, ul. Ołbińska 25             | 1901–1945                       | Od 2014 r. połączona z zajezdnią nr 2          |           | Od 1945 – zakład torowy. | |
| Zajezdnia tramwajowa nr 4 (TC)    |         | Borek, ul. Powstańców Śląskich 209 | 1901–1945 i od 1954             | Czynna                                         |           | Obecnie największa i najnowocześniejsza zajezdnia tramwajowa we Wrocławiu. | Konstal 105NWr, Škoda 16T, Škoda 19T, Moderus Beta MF17AC, Moderus Beta MF24AC, Moderus Gamma LF07AC, Pesa Twist 146N |
| Zajezdnia tramwajowa nr 5         |         | Popowice, ul. Legnicka 65          | 1901–1945                       | Nieczynna                                      |           | Po przekształceniu w 1945 odgrywała rolę Zakładu Napraw Taboru. Do 2017 roku funkcjonowały tam zakłady Protram. Obecnie na terenie zajezdni stacjonuje tabor zabytkowy Klubu Sympatyków Transportu Miejskiego, Towarzystwa Miłośników Wrocławia oraz ma siedzibę firma Polmat. Do roku 2003 istniało tam Muzeum Komunikacji Miejskiej prowadzone przez Towarzystwo Miłośników Komunikacji Miejskiej. | |
| Zajezdnia tramwajowa nr 6 (TD)    |         | Dąbie, ul. Z. Wróblewskiego 38     | 1913–2014                       | Nieczynna (dostępna tylko jako pętla awaryjna) |           | | Konstal 105Na, Konstal 105NWr                                                                                         |
| Zajezdnia tramwajowa nr 7 (AA)    |         | Grabiszyn, ul. Grabiszyńska 184    | 1892–1945                       | Nieczynna                                      |           | Od 1965 zajezdnia autobusowa MPK. Zamknięta na przełomie marca i kwietnia 2015 roku, kosztem 36 mln zł przebudowana i 16 września 2016 otwarta jako Centrum Historii Zajezdnia (1980 m² pow. wystawienniczej), w którym prezentuje się historię miasta od 1945. | |
| Zajezdnia tramwajowa nr 8         |         | Wilczy Kąt, ul. Krakowska 71       | 1901–1925                       | Wyburzona                                      |           | W latach 1912–1913 także zajezdnia trolejbusowa, 1925–1997 zajezdnia autobusowa MPK Wrocław, po 1997 teren był wynajmowany m.in. DLA, a w roku 2009 została wyburzona. | |
| Zajezdnia tramwajowa Nowe Żerniki |         | al. Architektów                    | ?                               | Planowana                                      | 150       | Planowana od 2019 do 2020 r., po wybuchu pandemii COVID-19 projekt porzucono z powodu braku środków. Ponownie przywrócono projekt na początku 2024 roku. | |

#### Zajezdnia VII – kolebka wrocławskiej Solidarności
Widoczna na mapie sieci z 1911 zajezdnia Elektrische Straßenbahn Breslau przy ul. Grabiszyńskiej 184 (Grabiszyn) została zlikwidowana jeszcze przed II wojną światową, następnie pełniła rolę zajezdni autobusów MPK. W zajezdni tej w roku 1980 powstała wrocławska „Solidarność”, co upamiętniono w następnym roku granitową tablicą wmurowaną obok bramy wjazdowej. Pod tablicą tą mieszkańcy Wrocławia od chwili jej powstania składają kwiaty, co przez czas trwania stanu wojennego było pretekstem do interwencji milicji, które niekiedy przekształcały się w lokalne zamieszki. Zajezdnia została zamknięta na przełomie marca i kwietnia 2015 roku, kosztem 36 mln zł przebudowana i 16 września 2016 otwarta jako Centrum Historii Zajezdnia (1980 m² pow. wystawienniczej), w którym prezentuje się historię miasta od 1945.

### Przystanki
Wrocław wprowadza stopniowo przystanki wiedeńskie i antyzatoki. Część przystanków tramwajowych to przystanki podwójne – umożliwiające jednoczesny postój przy peronie dwóch tramwajów.

### Zasilanie
Tramwaje zasilane są przez napowietrzną sieć trakcyjną standardowym napięciem dla polskich sieci tramwajowych (660 V prądu stałego) dostarczanym przez 20 stacji prostownikowych:
| Lp. | Nazwa        | Rok wybudowania/ostatniej modernizacji | Adres                |
| --- | ------------ | -------------------------------------- | -------------------- |
| 1   | Bardzka      | 2010                                   | ul. Ziębicka         |
| 2   | Biskupin     | 1991                                   | ul. Wróblewskiego 40 |
| 3   | Centrum      | 2011                                   | ul. Mennicza         |
| 4   | Cybulskiego  | 1969/1999                              | ul. Cybulskiego 21   |
| 5   | Dworska      | 2011                                   | ul. Dworska          |
| 6   | Fiołkowa     | 2011                                   | ul. Grabiszyńska     |
| 7   | Grabiszyńska | 2007                                   | ul. Grabiszyńska 184 |
| 8   | Grabowa      | 1982/2000                              | ul. Grabowa 19       |
| 9   | Grunwaldzka  | 1969/2011                              | ul. Norwida 60       |
| 10  | Milenijna    | 2011                                   | ul. Wejherowska      |
| 11  | Nabycińska   | 1969/2011                              | ul. Nabycińska 21    |
| 12  | Nowowiejska  | 1965/2000                              | ul. Nowowiejska 76   |
| 13  | Ołbińska     | 1973/1999                              | ul. Ołbińska 23      |
| 14  | Pilczyce     | 1949/2004                              | ul. Lotnicza 102     |
| 15  | Pułaskiego   | 1970/2011                              | ul. Pułaskiego 44    |
| 16  | Racławicka   | 1969/2000                              | ul. Racławicka 7     |
| 17  | Strzegomska  | 1971/2011                              | ul. Strzegomska 12   |
| 18  | Ślężna       | 1982                                   | ul. Kamienna 71/77   |
| 19  | Toruńska     | 1971/2000                              | ul. Toruńska 36a     |
| 20  | Żmigrodzka   | 1988                                   | ul. Żmigrodzka 87/89 |

## Linie tramwajowe

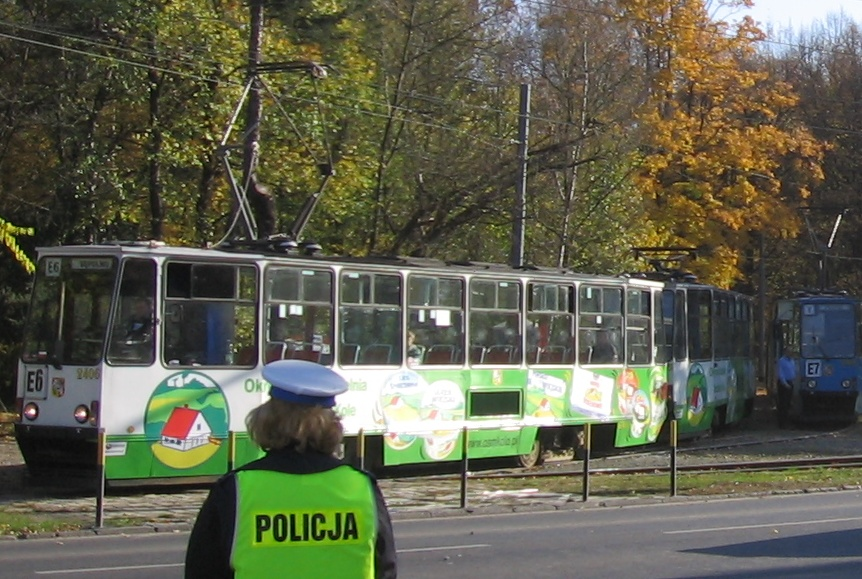
Pętla tramwajowa koło Cmentarza Grabiszyńskiego we Wszystkich Świętych – tramwaje specjalne E6 i E7

Z powodu wielu remontów ulic we Wrocławiu od 1997 roku nie zdarzyło się, aby wszystkie linie tramwajowe kursowały po swojej stałej trasie. Linie podstawowe oznaczone były numerami od 0 do 24. Dodatkowo wprowadzono linie o numerach 31, 32 i 33 z dopiskiem „PLUS” – były to linie wożące pasażerów w ramach programu Tramwaj Plus. 17 lutego 2014 roku z oznakowania linii 31, 32, 33 usunięto dopisek „PLUS”. Po wybudowaniu torowiska na Popowicach w maju 2023 roku linia 32 zmieniła numer na 18 oraz zmieniła trasę; od września 2023 zastąpiono linie 31 i 33 liniami 21 i 12. 
Ponadto na czas remontów niektóre linie zmieniają trasy (tramwaje wówczas oznakowane są tablicą z czarnym numerem na tle żółtym, zamiast tradycyjnego białego, a na wyświetlaczach elektronicznych – w rewersie), albo zastępowane są tymczasowymi (np. na liniach skróconych lub wydłużonych). Linie tymczasowe zazwyczaj jako pierwszą cyfrę numeru mają „7”, a druga cyfra pochodzi często z numeru tramwaju wycofanego/skróconego (np. „71” zastępowała przez pewien czas „jedynkę” na znacznie skróconej trasie, a „75” – „piętnastkę”). W grudniu 2008 roku uruchomiono tymczasową nocną linię tramwajową, oznaczoną numerem „43”, zastępującą linie autobusowe, które musiały zostać wycofane z wiaduktu ulicy Kosmonautów po obniżeniu jego nośności. Od 10 maja 2010 linia została zlikwidowana w związku z wytyczeniem objazdu wokół wiaduktu i przygotowaniami do jego rozbiórki.
W czasie większych imprez (np. w Hali Stulecia albo na wrocławskich stadionach, Miejskim lub Olimpijskim) przeważnie uruchamiane są linie dodatkowe, tradycyjnie od lat oznaczane literą „E” (od słów „ekstra” lub „eingesetzter”); trasa takiej linii podawana jest do wiadomości publicznej. Natomiast na Wszystkich Świętych uruchamianych jest co roku kilka dodatkowych linii, łączących ze sobą wrocławskie cmentarze oraz węzłowe punkty miasta (dworce PKP itp.). Linie te oznaczane są literą „E” oraz cyframi, np. „E1”, „E5”, „E9” i kursują ze zwiększoną częstotliwością.
We wrześniu 2009 roku MPK Wrocław uruchomiło specjalną linię tramwajową kursującą tylko w czasie szczytów (2 kursy/h). Pojawiały się na niej składy, które były tramwajami „awaryjnymi” (czyli w razie awarii wypuszczane jako zastępstwo). Linia jeździła na trasie ZOO – Wrocławski Park Przemysłowy, bez rozkładów – chodziło o wzmocnienie linii 12. Po przywróceniu częstotliwości sprzed cięć wrześniowych linię zlikwidowano.
W maju 2023 r. oddano linię tramwajową na Popowice przez Długą. We wrześniu 2023 otwarto linię tramwajową na Nowy Dwór i przy tej okazji częściowo zmieniono siatkę połączeń i system numeracji tramwajowej na bardziej płynny, z numerami od 1 do 23.

### Funkcjonujące linie tramwajowe
Poniższa tabela pokazuje układ stały funkcjonujących linii tramwajowych wprowadzony 3 września 2023.
| Linia | Przebieg trasy (A-B) | Liczba przystanków (Kierunek A-B/B-A) | Średni czas przejazdu (Kierunek A-B/B-A) | Uwagi                                                                                    | Stacje i przystanki kolejowe na trasie                                                     |
| ----- | --- | ------------------------------------- | ---------------------------------------- | ---------------------------------------------------------------------------------------- | ------------------------------------------------------------------------------------------ |
| 0     | ZOO – Wróblewskiego – Wajdy – most Zwierzyniecki – Curie-Skłodowskiej – rondo Reagana – plac Grunwaldzki – most Grunwaldzki – plac Społeczny – Kujawska – plac Wróblewskiego – Pułaskiego – Małachowskiego – Dworzec Główny – Piłsudskiego – Świdnicka – plac Teatralny – Widok – Szewska – Grodzka – most Uniwersytecki – Drobnera – plac Bema – Sienkiewicza – Wyszyńskiego – Szczytnicka – Skłodowskiej-Curie – Rondo Reagana – Skłodowskiej-Curie – most Zwierzyniecki – Wajdy – Wróblewskiego – ZOO | 11/17                                 | 19/31 min                                | Linia jednokierunkowa, okólna, kursuje w weekendy, uruchomiona 30.11.2024r.              | Wrocław Główny                                                                             |
| 1     | Biskupin – Olszewskiego – Wróblewskiego – Wajdy – most Zwierzyniecki – Skłodowskiej–Curie – Piastowska – Nowowiejska – Jedności Narodowej – Słowiańska – św. Wincentego – Trzebnicka – pl. Powstańców Wielkopolskich – Trzebnicka – Mosty Trzebnickie – Żmigrodzka – Poświętne | 22                                    | 34/35 min                                |                                                                                          | Wrocław Nadodrze                                                                           |
| 2     | Biskupin – Olszewskiego – Wróblewskiego – Wajdy – most Zwierzyniecki – Skłodowskiej–Curie – rondo Reagana – Skłodowskiej-Curie – Szczytnicka – Wyszyńskiego – most Pokoju – plac Powstańców Warszawy – Traugutta – Oławska – Skargi – Kołłątaja – Piłsudskiego – Świdnicka – Powstańców Śląskich – plac Powstańców Śląskich – Powstańców Śląskich – Krzyki | 24                                    | 40/42 min                                |                                                                                          | Wrocław Główny                                                                             |
| 3     | Księże Małe – Opolska – Krakowska – Traugutta – Oławska – Kazimierza Wielkiego – św. Mikołaja (w drugą stronę: Ruska) – plac Jana Pawła II – Legnicka – Lotnicza – Kosmonautów – mosty Średzkie – Leśnica | 36                                    | 57/56 min                                |                                                                                          | Wrocław Mikołajów, Wrocław Stadion, Wrocław Leśnica                                        |
| 4     | Biskupin – Olszewskiego – Wróblewskiego – Wajdy – most Zwierzyniecki – Skłodowskiej–Curie – rondo Reagana – plac Grunwaldzki – most Grunwaldzki – plac Społeczny – Kujawska – plac Wróblewskiego – Pułaskiego – Małachowskiego – Piłsudskiego – plac Legionów – Grabiszyńska – Oporów | 30                                    | 46/45 min                                |                                                                                          | Wrocław Główny, Wrocław Grabiszyn                                                          |
| 5     | Księże Małe – Opolska – Krakowska – Traugutta – Oławska – Skargi – Kołłątaja – Piłsudskiego – plac Legionów – Grabiszyńska – Grabiszyńska (Cmentarz) | 25                                    | 41 min                                   |                                                                                          | Wrocław Główny, Wrocław Grabiszyn                                                          |
| 6     | Kromera – aleja Kromera – Mosty Warszawskie – Jedności Narodowej – Poniatowskiego – Bema – Drobnera – most Uniwersytecki – Grodzka – Nowy Świat – Kazimierza Wielkiego – Krupnicza – Podwale (w drugą stronę do mostu Uniwersyteckiego: plac Teatralny – Widok – Szewska – Grodzka) – Świdnicka – Powstańców Śląskich – plac Powstańców Śląskich – Powstańców Śląskich – Krzyki | 21/23                                 | 37 min                                   |                                                                                          |                                                                                            |
| 7     | Poświętne – Żmigrodzka – Mosty Trzebnickie – Trzebnicka – pl. Powstańców Wielkopolskich – Chrobrego – plac św. Macieja – Łokietka – most Uniwersytecki – Grodzka – Nowy Świat – Kazimierza Wielkiego – Krupnicza – Podwale (w drugą stronę do mostu Uniwersyteckiego: plac Teatralny – Widok – Szewska – Grodzka) – Świdnicka – Powstańców Śląskich – plac Powstańców Śląskich – Powstańców Śląskich –Karkonoska – Przyjaźni – Klecina                                                                   | 27/29                                 | 46/45 min                                |                                                                                          | Wrocław Nadodrze                                                                           |
| 8     | Karłowice – Żmigrodzka – Mosty Trzebnickie – Trzebnicka – pl. Powstańców Wielkopolskich – Trzebnicka – św. Wincentego – Słowiańska – Jedności Narodowej – Poniatowskiego – Bema – plac Bema – Mosty Młyńskie – św. Jadwigi – most Piaskowy – Piaskowa – św. Katarzyny – bł. Czesława – Skargi – Kołłątaja – Peronowa – Borowska – Gliniana – Hubska – Bardzka – Armii Krajowej – Tarnogajska – Tarnogaj                                                                                                  | 25/23                                 | 40 min                                   |                                                                                          | Wrocław Nadodrze, Wrocław Główny                                                           |
| 9     | Sępolno – Mickiewicza – Paderewskiego – Różyckiego – al. Kochanowskiego – most Szczytnicki – Grunwaldzka – Sienkiewicza – plac Bema – Mosty Młyńskie – św. Jadwigi – most Piaskowy – Piaskowa – św. Katarzyny – bł. Czesława – Skargi – Kołłątaja – Peronowa – Borowska – Dyrekcyjna – Ślężna – Park Południowy | 26/25                                 | 43/40 min                                |                                                                                          | Wrocław Główny                                                                             |
| 10    | Biskupin – Olszewskiego – Wróblewskiego – Wajdy – most Zwierzyniecki – Skłodowskiej–Curie – rondo Reagana – Skłodowskiej-Curie – Szczytnicka – Wyszyńskiego – most Pokoju – pl. Powstańców Warszawy – Traugutta – Oławska – Kazimierza Wielkiego – św. Mikołaja (w drugą stronę: Ruska) – plac Jana Pawła II – Legnicka – Lotnicza – Kosmonautów – mosty Średzkie – Leśnica | 38                                    | 59/60 min                                |                                                                                          | Wrocław Mikołajów, Wrocław Stadion, Wrocław Leśnica                                        |
| 11    | Kromera – aleja Kromera – Mosty Warszawskie – Jedności Narodowej – Poniatowskiego – Bema – plac Bema – Mosty Młyńskie – św. Jadwigi – most Piaskowy – Piaskowa – św. Katarzyny – bł. Czesława – Kazimierza Wielkiego – Krupnicza – Sądowa – Grabiszyńska – Oporów | 26                                    | 39 min                                   |                                                                                          | Wrocław Grabiszyn                                                                          |
| 12    | Sępolno – Mickiewicza – Paderewskiego – Różyckiego – al. Kochanowskiego – most Szczytnicki – plac Grunwaldzki – rondo Reagana – plac Grunwaldzki – most Grunwaldzki – plac Społeczny – Traugutta – Oławska – Kazimierza Wielkiego – św. Mikołaja (w drugą stronę: Ruska) – plac Jana Pawła II – Legnicka – Milenijna – Pilczycka – Kozanów (Górnicza) (jazdę w drugim kierunku tramwaj zaczyna od przystanku Kozanów (Dokerska) i realizuje kurs ulicą Dokerską)                                         | 26/27                                 | 45/47 min                                | Nazwa końca trasy jest inna niż nazwa ostatniego przystanku (ten nazywa się „Górnicza”). | Wrocław Mikołajów                                                                          |
| 13    | Stadion Olimpijski – Paderewskiego – Różyckiego – al. Kochanowskiego – most Szczytnicki – plac Grunwaldzki – rondo Reagana – plac Grunwaldzki – most Grunwaldzki – plac Społeczny – Traugutta – Oławska – Kazimierza Wielkiego – św. Mikołaja (w drugą stronę: Ruska) – plac Jana Pawła II – Legnicka – Złotoryjska – Robotnicza – TAT – Strzegomska – Rogowska – Wrocław Nowy Dwór (P+R) | 29                                    | 44/46 min                                |                                                                                          | Wrocław Mikołajów, Wrocław Muchobór, Wrocław Nowy Dwór                                     |
| 14    | Osobowice – Osobowicka – Mosty Osobowickie –Reymonta – plac Staszica – Pomorska – Dubois – Mosty Mieszczańskie – Dmowskiego – Jagiełły – Mostowa – most Sikorskiego – Podwale – plac Jana Pawła II – Podwale – Piłsudskiego – Grabiszyńska – Hallera – Powstańców Śląskich – Krzyki | 30                                    | 51/49 min                                |                                                                                          | Wrocław Grabiszyn, Wrocław Świebodzki                                                      |
| 15    | Poświętne – Żmigrodzka – Bałtycka – Mosty Osobowickie – Reymonta – plac Staszica – Pomorska – Dubois – Mosty Mieszczańskie – Dmowskiego – Jagiełły – Mostowa – most Sikorskiego – Podwale – plac Jana Pawła II – Podwale – Piłsudskiego – Stawowa – Borowska – Dyrekcyjna – Ślężna – Park Południowy | 22/23                                 | 41/38 min                                |                                                                                          | Wrocław Główny                                                                             |
| 16    | Osobowice – Osobowicka – Mosty Osobowickie – Reymonta – plac Staszica – pl. Powstańców Wielkopolskich – Trzebnicka – św. Wincentego – Słowiańska – Jedności Narodowej – Nowowiejska – Piastowska – rondo Reagana – plac Grunwaldzki – most Grunwaldzki – plac Społeczny – Kujawska – plac Wróblewskiego – Pułaskiego – plac Wróblewskiego – Pułaskiego – Hubska – Bardzka – Armii Krajowej – Tarnogajska – Tarnogaj                                                                                      | 29                                    | 49/50 min                                |                                                                                          | Wrocław Nadodrze                                                                           |
| 17    | Sępolno – Mickiewicza – Paderewskiego – Różyckiego – al. Kochanowskiego – most Szczytnicki – Grunwaldzka – Sienkiewicza – plac Bema – Mosty Młyńskie – św. Jadwigi – most Piaskowy – Piaskowa – św. Katarzyny – bł. Czesława – Skargi – Teatralna – plac Teatralny – Świdnicka – Powstańców Śląskich – plac Powstańców Śląskich – Powstańców Śląskich – Karkonoska – Przyjaźni – Klecina | 31/32                                 | 49/48 min                                |                                                                                          |                                                                                            |
| 18    | Gaj – Świeradowska – Bardzka – Hubska – Gliniana – Borowska – Peronowa – Kołłątaja – Teatralna – Widok – Kazimierza Wielkiego – Nowy Świat – mosty Pomorskie – Pomorska – Dubois – Mosty Mieszczańskie – Dmowskiego – most Dmowskiego – Długa – Starogroblowa – Popowicka – Pilczycka – Tarczyński Arena (Królewiecka) | 35                                    | 53/55 min                                | Obsługiwana wyłącznie taborem dwukierunkowym i niskopodłogowym.                          | Wrocław Szczepin, Wrocław Popowice                                                         |
| 19    | ZOO – Wróblewskiego – Wajdy – most Zwierzyniecki – Curie–Skłodowskiej – Piastowska – Sienkiewicza – Drobnera – Dubois – Mosty Mieszczańskie – Dmowskiego – most Dmowskiego – Długa – Starogroblowa – Popowicka – Pilczycka – Dokerska – Kozanów (Dokerska) (jazdę w drugim kierunku tramwaj zaczyna od przystanku Górnicza i realizuje kurs ulicą Pilczycką) | 24/23                                 | 36/37 min                                | Obsługiwana wyłącznie taborem niskopodłogowym.                                           | Wrocław Szczepin, Wrocław Popowice                                                         |
| 20    | Oporów – Grabiszyńska – Hallera – Powstańców Śląskich – plac Powstańców Śląskich – Powstańców Śląskich – Świdnicka – Podwale – plac Orląt Lwowskich – Marchijska – Robotnicza – Złotoryjska – Legnicka – Lotnicza – Kosmonautów – Mosty Średzkie – Leśnica | 40                                    | 61/62 min                                |                                                                                          | Wrocław Grabiszyn, Wrocław Świebodzki,Wrocław Mikołajów , Wrocław Stadion, Wrocław Leśnica |
| 21    | Gaj – Świeradowska – Bardzka – Hubska – Gliniana – Borowska – Stawowa – Piłsudskiego – plac Legionów – Piłsudskiego – Podwale – plac Jana Pawła II – Legnicka – Milenijna – Pilczycka – Tarczyński Arena (Królewiecka) | 27/26                                 | 45/44 min                                | Obsługiwana wyłącznie taborem dwukierunkowym i niskopodłogowym.                          | Wrocław Mikołajów                                                                          |
| 22    | Tarnogaj – Tarnogajska – Armii Krajowej – Bardzka – Hubska – Pułaskiego – Małachowskiego – Piłsudskiego – plac Legionów – Piłsudskiego – Podwale – plac Jana Pawła II – Legnicka – Lotnicza – Pilczyce | 25                                    | 42 min                                   |                                                                                          | Wrocław Główny, Wrocław Mikołajów                                                          |
| 23    | Kowale – Kwidzyńska – Toruńska – al. Kromera – Mosty Warszawskie – Jedności Narodowej – Poniatowskiego – Bema – plac Bema – Mosty Młyńskie – św. Jadwigi – most Piaskowy – Piaskowa – św. Katarzyny – bł. Czesława – Skargi – Kołłątaja – Piłsudskiego – plac Legionów – Piłsudskiego – plac Orląt Lwowskich – Marchijska – Robotnicza – TAT – Strzegomska – Rogowska – Wrocław Nowy Dwór (P+R) | 35                                    | 53/54 min                                | Obsługiwana wyłącznie taborem niskopodłogowym.                                           | Wrocław Kowale, Wrocław Świebodzki, Wrocław Muchobór, Wrocław Nowy Dwór                    |
| 24    | Pilczyce – Lotnicza – Milenijna – Popowicka – Starogroblowa – Długa – most Dmowskiego – Dmowskiego – most Mieszczański – Dubois – Pomorska – plac Staszica – plac Powstańców Wielkopolskich – Trzebnicka – św. Wincentego – Słowiańska – Jedności Narodowej – mosty Warszawskie – plac Kromera – Toruńska – Kwidzyńska – Kowale | 29                                    | 43/44 min                                | Obsługiwana wyłącznie taborem niskopodłogowym.                                           | Wrocław Szczepin, Wrocław Popowice                                                         |

### Historia linii tramwajowych
0 / 0P / 0LTrasa: plac Staszica – pl. Powstańców Wielkopolskich – Słowiańska – Nowowiejska – Piastowska – rondo Reagana – plac Grunwaldzki – plac Wróblewskiego – Pułaskiego – Piłsudskiego – Podwale – plac Jana Pawła II – Mostowa – Dubois – Pomorska – plac Staszica. Linia okólna dwukierunkowa (połowa tramwajów kursowała „w prawo”, tj. na mapie zgodnie z kierunkiem ruchu wskazówek zegara, a połowa „w lewo”, tj. przeciwbieżnie). Pod koniec I dekady XXI wieku wprowadzono rozróżnienie oznaczeń obu kierunków: 0P i 0L. Na historycznych rozkładach jazdy jako „punkt początkowy” często podawany był pl. Wróblewskiego. W 2020 linia zawieszona, w 2023 zlikwidowana. Od 30.11.2024 r. linia 0 została przywrócona jako weekendowa i na innej trasie, z „punktem początkowym” przy ZOO.
1Do roku 1983 kończyła się na pętli „Karłowice”, potem wydłużona do pętli „Marino”/„Poświętne”. Zasadniczo przebieg bez zmian.
2W latach 60. XX w. w relacji Zoo – Curie-Skłodowskiej – pl. Grunwaldzki – Szczytnicka – Most Pokoju – Słowackiego – Krasińskiego – Dąbrowskiego – Świeczewskiego (ob. Piłsudskiego) (Dworzec Główny) – Borowska – Gliniana – Hubska – Piękna (końcówka w okolicach ulic Otmuchowskiej i Nyskiej). Następnie trasę przedłużono do Tarnogaju (gdzie był trójkąt torowy). Na początku lat 80. XX w. w związku z przebudową pl. Społecznego, zlikwidowano tory w ciągu ulic Krasińskiego i Dąbrowskiego i linię skierowano od dworca przez Kołłątaja, Skargi i pl. Dzierżyńskiego (ob. pl. Dominikański), a także wydłużono do pętli Biskupin. Następna zmiana miała miejsce ok. roku 2006, kiedy od dworca zamiast na Tarnogaj skierowano „dwójkę” do pętli na Krzykach przez ul. Powstańsów Śląskich.
3W latach 60. XX w. w relacji Rynek – Leśnica, potem wydłużono do Księża Małego; w tej relacji bez zmian z wyjątkiem przerwy od 2008 (?) do sierpnia 2015, kiedy to tramwaje tej linii kursowały w relacji Księże Małe – Pilczyce.
4Oporów – Biskupin. Do początku lat 80. XX w. tramwaje tej linii jeździły od Dworca Głównego do mostu Grunwaldzkiego ulicami Dąbrowskiego i Krasińskiego, potem, po likwidacji torowiska, zostały skierowane przez Małachowskiego, Pułaskiego, pl. Wróblewskiego. Od około roku 2001 (?) linia prowadziła od pl. Legionów ulicami Sądową, Krupniczą, Kazimierza Wielkiego, pl. Społeczny. 3 września 2023 przywrócono dawną trasę, czyli ulicami Piłsudskiego, Małachowskiego i Pułaskiego.
5W latach 60. XX w. w relacji Księże Małe – Rynek, potem, na pocz. lat 70. XX w linię wydłużono do Pilczyc, około roku 2001 (?) skierowano do pętli Cmentarz Grabiszyński.
16Od lat 60. XX w. do 24 czerwca 2006 po trasie Oporów – Grabiszyńska – Sądowa – Krupnicza – Rynek (później Kazimierza Wielkiego) – Most Grunwaldzki – pl. Grunwaldzki – Most Szczytnicki – Sępolno. Następnie, po oddaniu torów w ul. Hubskiej 22 czerwca 2019, w relacji Tarnogaj – Zoo. Po 3 września 2023 planowana trasa: Tarnogaj – Hubska – pl. Wróblewskiego – pl. Grunwaldzki – Piastowska – Nowowiejska – Dworzec Nadodrze – pl. Staszica – Osobowice.
21Na początku lat 70. XX w. trasa Sępolno – Mickiewicza – Curie-Skłodowskiej – Rynek. Od 2 do 6 lutego 2009 (!) tramwaje tej linii kursowały na trasie Stadion Olimpijski – pl. Bema – pl. Jana Pawła II – Legnicka – Wrocławski Park Przemysłowy. Później, około roku 2007 w relacji Pilczyce – Marino/Poświętne. Od 3 września 2023 w relacji Gaj – Tarczyński Arena, zamiast dawnej linii 31.

#### Lista zlikwidowanych linii dziennych[52]
| Linia | Przebieg | Uwagi |
| ----- | --- | --- |
| 12    | Biskupin – PaFaWag (Wrocławski Park Przemysłowy), potem Stadion Olimpijski – Pilczyce, następnie Sępolno – Pilczyce (zlikwidowana w 2011 r., zastąpiona linią nr 33).             | Przywrócona 3 września 2023 na nowej trasie w relacji Sępolno – Kozanów.                                                            |
| 13    | Pilczyce – Grabiszynek, przeciwbieżnie do linii 20 (1949–1997) (zastąpiona na znacznej części trasy parą 14/24).                                                                  | Przywrócona w 2023 na nowej trasie Nowy Dwór – Stadion Olimpijski.                                                                  |
| 15    | Poświętne – Tarnogaj przez pl. Jana Pawła II, ul. Piłsudskiego. | Obecna trasa bardzo się różni od pierwotnej.                                                                                        |
| 16    | Oporów – Sępolno przez Rynek, Most Grunwaldzki; potem, po skierowaniu linii 4 przez Rynek, a linii 5 przez Dworzec, Park Południowy – Zoo przez Pułaskiego (zlikwidowana w 2011). | Przywrócona 22 czerwca 2019 na trasie Tarnogaj – Zoo nowo otwartym torowiskiem w ul. Hubskiej.                                      |
| 18    | Grabiszyńska – Rynek (do pocz. lat 70. XX w.), potem Grabiszyńska – Pilczyce (szczytowa, zlikwidowana w 1992 r.).                                                                 | Przywrócona 15 maja 2023 na trasie Kozanów (Dokerska) – Gaj nowo otwartym torowiskiem przez Popowice zastępując linię 32.           |
| 19    | Księże Małe – Park Południowy przez Dyrekcyjną, Kościuszki (zlikwidowana w 1998 r.).                                                                                              | Przywrócona 15 maja 2023 na trasie Kozanów (Dokerska) – ZOO nowo otwartym torowiskiem przez Popowice zastępując linię autobusową C. |
| 21    | Poświętne – Pilczyce (zlikwidowana w 2008 r.), potem Stadion Olimpijski – Wrocławski Park Przemysłowy (2008–2009 r.).                                                             | Przywrócona 3 września 2023 na nowej trasie w relacji Tarczyński Arena (Królewiecka) – Gaj.                                         |
| 22    | Tarnogaj – Pilczyce, potem na krótko Tarnogaj – Leśnica (zlikwidowana w 2011 r., po uruchomieniu „Tramwaju Plus”).                                                                | Przywrócona 3 września 2023 na trasie Tarnogaj-Pilczyce.                                                                            |
| 24    | Osobowice – FAT, przeciwbieżnie do linii 14, zawieszona od stycznia 2021 w związku z licznymi remontami i przebudowami torowisk w okolicach Nadodrza i Kępy Mieszczańskiej.       | Zlikwidowana 3 września 2023 r przywrócona 22.02.2025. Na trasie Pilczyce Kowale Zastępując wariantami w kursie 6                   |
| 31    | Tarczyński Arena (Królewiecka) – Gaj. | Przenumerowana 3 września 2023 r. na 21.                                                                                            |
| 32    | Kozanów (Dokerska) – Gaj. | Zlikwidowana 15 maja 2023 r., zastąpiona przez linię 18.                                                                            |
| 33    | Sępolno – Pilczyce. | Zlikwidowana 3 września 2023 r., zastąpiona przez linię 12.                                                                         |

#### Lista zlikwidowanych linii nocnych
Zlikwidowane we wrześniu 2003
- 30: Księże Małe – Leśnica
- 31: Poświętne – Klecina
- 32: Park Południowy – Sępolno
- 33: Biskupin – Leśnica
- 34: Kowale – Oporów
- 35: Biskupin – Tarnogaj
- 36: Osobowice – Grabiszynek
- 37: Krzyki – Leśnica
- 40: linia okólna

Zastąpione nocnymi liniami autobusowymi (numery 240–259 oraz 206).

## Tabor
Według stanu na maj 2024 r. we Wrocławiu eksploatuje się liniowo siedem typów tramwajów: Protram 105NWr, Protram 204WrAs, Saatz 16 T, Škoda 19 T, Pesa Twist, Moderus Beta oraz Moderus Gamma. Wagony typu Konstal 105Na, Protram 205WrAs oraz Škoda 16T zostały poddane modernizacji (po modernizacji są oznaczane odpowiednio jako Protram 105NWr, Moderus Beta MF 17 AC oraz Saatz 16T). W sumie po Wrocławiu kursują 276 tramwaje (stan na maj 2024).
W latach 2005–2008 dokonano zakupu 6 dwuwagonowych składów Protram 204WrAs i 18 w przynajmniej jednym członie niskopodłogowych składów Protram 205WrAs, wyprodukowanych w zakładach RMT Protram we Wrocławiu. W latach 2006–2007 do Wrocławia dostarczono 17 niskopodłogowych składów Škoda 16 T, wyprodukowanych przez firmę Škoda Transportation.
Na początku 2009 roku rozstrzygnięto przetarg na dostawę 31 dwukierunkowych, niskopodłogowych składów w ramach projektu Tramwaj Plus, który wygrała Škoda Transportation z modelem Škoda 19 T, będącym modyfikacją Škody 16 T, polegającą na dodaniu drugiej kabiny motorniczego, drzwiach po obu stronach, klimatyzacją i przeprojektowaniem wnętrza. Tramwaje zostały dostarczone do Wrocławia w latach 2010-2011.
Na początku 2009 roku ogłoszono przetarg na dostawę 8 tramwajów trójczłonowych z częścią niskopodłogową oraz na 4 dwuwagonowe składy wysokopodłogowe, ale przetarg został unieważniony. W 2011 „post-factum” otrzymano dofinansowanie z Unii Europejskiej na osiem tramwajów Protram 205WrAS (numery od #2718 do #2726).
W grudniu 2014 roku MPK Wrocław podpisało umowę z przedsiębiorstwem Pesa Bydgoszcz na dostawę 6 w pełni niskopodłogowych i klimatyzowanych tramwajów Pesa Twist typu 2010NW. Następnie zamówienie to powiększono o kolejne 2 egzemplarze i jego realizacja została zakończona w II połowie listopada 2015 roku.
29 stycznia 2020 roku MPK Wrocław ogłosiło przetarg na dostawę 25 w pełni niskopodłogowych tramwajów z możliwością rozszerzenia zamówienia o kolejne 21 składów. Przetarg wygrał Modertrans Poznań proponując pojazd Moderus Gamma 2. Umowę o zamówienie podstawowe zawarto we wrześniu tego roku, a w styczniu 2021 roku zdecydowano się na zrealizowanie opcji. Tramwaje zostały zakupione ze względu na zwiększone potrzeby taborowe po otwarciu nowych linii na Nowy Dwór i Popowice.
Tramwaje Moderus Gamma 2 posiadają patronów – osoby związane z Wrocławiem. Pierwszy z nich został nazwany imieniem Marii Koterbskiej, która rozsławiła miasto, śpiewając słowa „Mkną po szynach niebieskie tramwaje przez wrocławskich ulic sto…”. Kolejne osoby to między innymi Stanisław Orzechowski, Andrzej Waligórski, Adam Wójcik, Konstanty Pociejkowicz, Hanna i Ludwik Hirszfeldowie, a także Edyta Stein, Wanda Rutkiewicz, Monika Jaworska, Jan Nowak-Jeziorański, Bartłomiej „Skrzynia” Skrzyński, Jerzy Grotowski, kardynał Bolesław Kominek, Roman Kołakowski, Ryszard Szurkowski, Marek Hłasko.
W 2021 roku MPK Wrocław zakupiło 24 nowe tramwaje z opcją rozszerzenia zakupu o dodatkowe 16 składów. Przetarg wygrała Pesa Bydgoszcz z modelem typu Pesa Twist. W całości niskopodłogowe tramwaje o długości 29 metrów zostały zaprojektowane specjalnie dla Wrocławia. Jednym z wymogów, jakie postawił przewoźnik, były zestawy kołowe wyposażone w tzw. absorbery, czyli tłumiki hałasu. Pierwsze egzemplarze mają trafić do Wrocławia na początku 2024 roku, stopniowo zastępując równą liczbę wycofanych pojazdów typu 105Na. Jednocześnie ogłoszono zamiar wykorzystania opcji na 16 dodatkowych sztuk.
Od 2 kwietnia 2022 roku w weekendy i święta wszystkie linie tramwajowe są obsługiwane wyłącznie przez pojazdy klimatyzowane oraz w przynajmniej jednym członie niskopodłogowe.

### Liniowy
| Zdjęcie                                                                            | Nazwa                                                                              | Numery taborowe                                                                    | Początek eksploatacji                                                              | Opis | klimatyzacja przestrzeni pasażerskiej                                              | przewóz osób na wózkach                                                            | Liczba wagonów / członów na skład                                                  | Liczba składów | Linie                                          |
| ---------------------------------------------------------------------------------- | ---------------------------------------------------------------------------------- | ---------------------------------------------------------------------------------- | ---------------------------------------------------------------------------------- | --- | ---------------------------------------------------------------------------------- | ---------------------------------------------------------------------------------- | ---------------------------------------------------------------------------------- | -------------- | ---------------------------------------------- |
| Pesa Twist 146N numer boczny 3401                                                  | Pesa Twist 146N                                                                    | 34xx                                                                               | 2024                                                                               | Pojazdy zamówione w 2021 roku.                                                                                         | klimatyzacja przestrzeni pasażerskiej                                              | przewóz osób na wózkach                                                            | 3                                                                                  | 24 z 40        | Linie: 1, 3, 4, 5, 12, 13, 14, 16, 20, 22, 24  |
|                                                                                    | Moderus Gamma 2 LF 07 AC                                                           | 33xx                                                                               | 2021                                                                               | Wyprodukowane w latach 2021–2024.                                                                                      | klimatyzacja przestrzeni pasażerskiej                                              | przewóz osób na wózkach                                                            | 3                                                                                  | 46             | Wszystkie oprócz linii: 8, 18 i 21             |
|                                                                                    | Moderus Beta MF 17 AC (Protram 205WrAs)                                            | 27xx                                                                               | 2020                                                                               | Wyprodukowane jako Protram 205WrAs w latach 2006–2011. Wyremontowane w latach 2020–2021 przez firmę Modertrans Poznań. | klimatyzacja przestrzeni pasażerskiej                                              | przewóz osób na wózkach                                                            | 3                                                                                  | 26             | Wszystkie oprócz linii: 18 i 21                |
|                                                                                    | Moderus Beta MF 24 AC                                                              | 29xx                                                                               | 2018                                                                               | Wyprodukowane w latach 2018–2019.                                                                                      | klimatyzacja przestrzeni pasażerskiej                                              | przewóz osób na wózkach                                                            | 3                                                                                  | 40             | Wszystkie oprócz linii: 18, 19, 21, 23 i 24    |
|                                                                                    | Moderus Beta MF 19 AC                                                              | 28xx                                                                               | 2015                                                                               | Wyprodukowane w latach 2015–2017.                                                                                      | klimatyzacja przestrzeni pasażerskiej                                              | przewóz osób na wózkach                                                            | 3                                                                                  | 22             | Wszystkie oprócz linii: 0, 18, 19, 21, 23 i 24 |
|                                                                                    | Pesa Twist 2010NW                                                                  | 32xx                                                                               | 2015                                                                               | Wyprodukowane w 2015 roku.                                                                                             | klimatyzacja przestrzeni pasażerskiej                                              | przewóz osób na wózkach                                                            | 3                                                                                  | 8              | Linie: 3, 4, 5, 12, 13, 20                     |
|                                                                                    | Škoda 19T                                                                          | 31xx                                                                               | 2010                                                                               | Wyprodukowane w latach 2010–2011.                                                                                      | klimatyzacja przestrzeni pasażerskiej                                              | przewóz osób na wózkach                                                            | 5                                                                                  | 31             | Wszystkie oprócz linii: 8                      |
|                                                                                    | Saatz 16T (Škoda 16T)                                                              | 30xx                                                                               | 2006                                                                               | Wyprodukowane w latach 2006–2007. Wyremontowane w latach 2020–2022 przez firmę Saatz.                                  | klimatyzacja przestrzeni pasażerskiej                                              | przewóz osób na wózkach                                                            | 5                                                                                  | 17             | Wszystkie oprócz linii: 8, 18 i 21             |
|                                                                                    | Protram 204WrAs                                                                    | 26xx                                                                               | 2004                                                                               | Wyprodukowane w latach 2004–2007.                                                                                      |                                                                                    |                                                                                    | 2                                                                                  | 6              | Wszystkie oprócz linii: 18, 19, 21, 23 i 24    |
|                                                                                    | Protram 105NWr                                                                     | 22xx, 23xx, 24xx, 25xx                                                             | 2003                                                                               | Wyprodukowane jako Konstal 105Na w latach 1975–1991. Wyremontowane przez firmę Protram.                                |                                                                                    |                                                                                    | 2                                                                                  | 77             | Wszystkie oprócz linii: 18, 19, 21, 23 i 24    |
| Wszystkie składy                                                                   | Wszystkie składy                                                                   | Wszystkie składy                                                                   | Wszystkie składy                                                                   | Wszystkie składy | Wszystkie składy                                                                   | Wszystkie składy                                                                   | Wszystkie składy                                                                   | 297            | 297                                            |
| Udział składów klimatyzowanych oraz w przynajmniej jednym członie niskopodłogowych | Udział składów klimatyzowanych oraz w przynajmniej jednym członie niskopodłogowych | Udział składów klimatyzowanych oraz w przynajmniej jednym członie niskopodłogowych | Udział składów klimatyzowanych oraz w przynajmniej jednym członie niskopodłogowych | Udział składów klimatyzowanych oraz w przynajmniej jednym członie niskopodłogowych                                     | Udział składów klimatyzowanych oraz w przynajmniej jednym członie niskopodłogowych | Udział składów klimatyzowanych oraz w przynajmniej jednym członie niskopodłogowych | Udział składów klimatyzowanych oraz w przynajmniej jednym członie niskopodłogowych | 72%            | 72%                                            |

### Historyczny
W początkach tramwajów konnych, Wrocław posiadał 18 wagonów pasażerskich do zaprzęgów jednokonnych i 49 koni rasy duńskiej. Ponadto dysponowano wagonami służbowymi – wozem do zaprawiania koni (nauka jazdy), odśnieżarko-zamiatarką i platformami do soli. Początkowo wagony tramwajów konnych sprowadzano z Kolonii, gdzie zostały wyprodukowane przez firmę Herbrand, w następnych latach produkowano je we wrocławskiej fabryce wagonów Linke-Hofmann.
Pierwszymi wagonami tramwaju elektrycznego we Wrocławiu były 40 wozów silnikowych i 25 doczepnych firmy Herbrand z lat 1892–1893. Przed II wojną światową wrocławski tabor składał się głównie z wagonów produkowanych na miejscu przez zakłady Linke-Hofmann. Oprócz starszych dwuosiowych typów Berolina i ESB, fabryka w latach 1925–1929 wyprodukowała także serię 232 wagonów typu LH Standard. Był to pierwszy seryjnie produkowany tramwaj o stalowej konstrukcji pudła.
Po wojnie rozpoczęto eksploatację wagonów typu N, a następnie 102N, 102Na i 102Nd (ten ostatni eksploatowany był wyłącznie we Wrocławiu).

#### Zachowane wagony zabytkowe
Obecnie we Wrocławiu znajdują się następujące wagony historyczne lub z przeznaczeniem na nie:
| Numer wagonu | Rok produkcji | Opiekun                                              | Typ                                | Uwagi | Zdjęcie          |
| ------------ | ------------- | ---------------------------------------------------- | ---------------------------------- | --- | ---------------- |
| 1            | 1902          | Towarzystwo Miłośników Wrocławia                     | Berolina                           | Nazwany "Jaś". Odbudowany w 1969 roku z wagonu gospodarczego.                                                                                 |                  |
| 2            | 1902          | Towarzystwo Miłośników Wrocławia                     | Berolina                           | Doczepa zwana „Małgosią”, odbudowana w 1972 roku.                                                                                             |                  |
| 325          | 1901          | Urząd Miasta Wrocławia                               | Falkenried Maximum                 | Odnaleziony w połowie lat dziewięćdziesiątych na działce w Smolcu. Odbudowę zrealizowano w latach 2013–2021.                                  |                  |
| 161          | lata 90.      | Towarzystwo Miłośników Wrocławia                     | replika                            | Replika wagonu konnego wykonana w latach dziewięćdziesiątych na podwoziu lory – wagonu gospodarczego G-130.                                   |                  |
| 61           | 1928          | Urząd Miasta Wrocławia                               | Opryskiwacz na podwoziu Schoerling | Wagon opryskiwacz (dawniej wagon szlifierka), stacjonuje na Zajezdni Popowice, po remoncie dopuszczony do ruchu w 2023 r.                     |                  |
| G-062        | 1928          | Urząd Miasta Wrocławia                               | Szlifierka na podwoziu Schoerling  | Wagon szlifierka |                  |
| G-063        | 1928          | Urząd Miasta Wrocławia                               | Szlifierka na podwoziu Schoerling  | Wagon szlifierka |                  |
| G-064        | 1928          | Urząd Miasta Wrocławia                               | Szlifierka na podwoziu Schoerling  | Wagon szlifierka |                  |
| 1022         | ?             | Urząd Miasta Wrocławia                               | LH Standard                        | Wrak, dawny wagon gospodarczy G-035 |                  |
| 1085         | 1925          | Urząd Miasta Wrocławia                               | LH Standard                        | Wrak, dawny wagon gospodarczy G-024 |                  |
| 1142         | 1925          | Urząd Miasta Wrocławia                               | LH Standard                        | Wagon niekompletny. Dawny wagon gospodarczy G-050.                                                                                            |                  |
| 1157         | 1925          | Urząd Miasta Wrocławia                               | LH Standard                        | Wrak, dawny wagon gospodarczy G-019 |                  |
| 1190         | 1925          | Urząd Miasta Wrocławia                               | LH Standard                        | Wagon czeka na odbudowę. Dawny wagon gospodarczy G-034.                                                                                       |                  |
| 1192         | 1925          | Klub Sympatyków Transportu Miejskiego                | LH Standard                        | Wagon remontowany przez KSTM w latach 2018-2024                                                                                               | LH Standard 1192 |
| 1209         | 1925          | Towarzystwo Miłośników Wrocławia                     | LH Standard                        | Wagon „Baba Jaga”. |                  |
| 1216         | ?             | Urząd Miasta Wrocławia                               | LH Standard                        | Wrak, dawny wagon gospodarczy G-036 |                  |
| 1217         | 1929          | Towarzystwo Miłośników Wrocławia                     | LH Standard                        | Wagon „Juliusz” |                  |
| G-094        | ?             | Urząd Miasta Wrocławia                               | LH Standard                        | Wrak, dawny wagon gospodarczy |                  |
| 1332         | 1949          | Klub Sympatyków Transportu Miejskiego                | N                                  | Dawny warszawski wagon 644. W 1967 sprowadzony do Wrocławia. Od 1990 wagon muzealny.                                                          |                  |
| 1336         | 1952          | Towarzystwo Miłośników Wrocławia                     | N                                  | Dawny warszawski wagon 782. W 1968 sprowadzony do Wrocławia. Od 1991 do 2010 wagon gospodarczy G-080.                                         |                  |
| 1444         | 1960          | Klub Sympatyków Transportu Miejskiego                | 4N                                 | Dawny wagon gospodarczy G-062 z Zajezdni Dąbie.                                                                                               |                  |
| 1412         | 1956          | Klub Sympatyków Transportu Miejskiego                | N                                  | Wrak wagonu gospodarczego G-072. |                  |
| 3460         | 1952          | Klub Sympatyków Transportu Miejskiego                | ND                                 | Dawny warszawski wagon 1647. W 1968 sprowadzony do Wrocławia. Od 1991 wagon muzealny, renowacja podwozia rozpoczęła się w listopadzie 2021 r. |                  |
| 2109         | 1969          | Towarzystwo Miłośników Wrocławia                     | 102N                               | Wagon „Strachotek”. Zmiana numeru z 2002 na 2109 w 2023 roku                                                                                  |                  |
| 2069         | 1972          | Klub Sympatyków Transportu Miejskiego                | 102Na                              | Gruntowny remont wagonu w latach 2014–2018. Na zdjęciu #2069 to ten po prawej stronie.                                                        |                  |
| 2347         | 1981          | Klub Sympatyków Transportu Miejskiego                | 105Na                              | Wersja po naprawie głównej w zakładach Protram z modernizacją drzwi – trzy pary drzwi odskokowych.                                            |                  |
| 2424         | 1985          | Towarzystwo Miłośników Wrocławia                     | 105Na                              | |                  |
| 2432         | 1986          | Towarzystwo Miłośników Wrocławia                     | 105Na                              | Wagon w trakcie remontu. |                  |
| 2566         | 1985          | Klub Sympatyków Transportu Miejskiego                | 105Na                              | Były częstochowski wagon 693 |                  |
| 2567         | 1985          | Klub Sympatyków Transportu Miejskiego                | 105Na                              | Były częstochowski wagon 692 |                  |
| 2568         | 1984          | Klub Sympatyków Transportu Miejskiego                | 105Na                              | Były częstochowski wagon 685 |                  |
| 2531         | 1991          | Towarzystwo Miłośników Wrocławia                     | 105Na                              | [ 90 ] |                  |
| 2532         | 1991          | Towarzystwo Miłośników Wrocławia                     | 105Na                              | [ 91 ] |                  |
| 2557         | 1975          | Miejskie Przedsiębiorstwo Komunikacyjne we Wrocławiu | 105Na                              | [ 92 ] |                  |
| 2558         | 1975          | Miejskie Przedsiębiorstwo Komunikacyjne we Wrocławiu | 105Na                              | [ 92 ] |                  |
| 1227         | 1987          | Towarzystwo Miłośników Wrocławia                     | 105Na                              | Były warszawski wagon 1227 |                  |
| G-091        | 1956          | Miejskie Przedsiębiorstwo Komunikacyjne we Wrocławiu | N                                  | Wagon turystyczny Gustaw. |                  |
| G-081        | 1958          | Miejskie Przedsiębiorstwo Komunikacyjne we Wrocławiu | N                                  | Wrak wagonu gospodarczego |                  |
| G-084        | 1956          | Miejskie Przedsiębiorstwo Komunikacyjne we Wrocławiu | N                                  | Wrak wagonu gospodarczego |                  |
| 999          | 1987          | Klub Sympatyków Transportu Miejskiego                | T3SUCS                             | Dawny wagon 999 z Ostrawy |                  |

### Malowanie wagonów tramwajowych

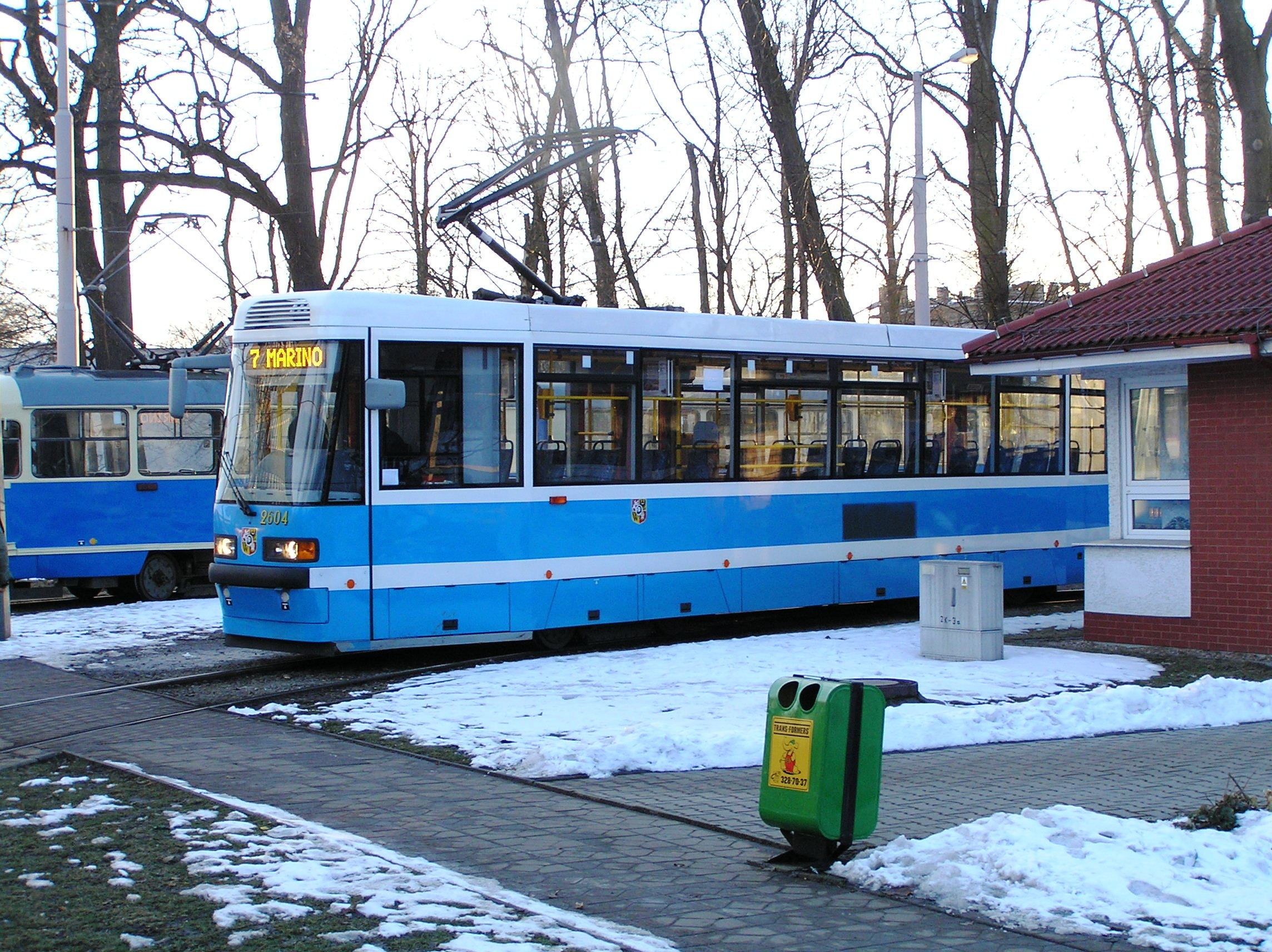
Niebiesko-biało-niebieskie malowanie tramwajów (2006)

Choć wrocławskie tramwaje kojarzy się powszechnie z uwiecznionym w piosence Marii Koterbskiej niebieskim malowaniem, nosiły one w swojej historii bardzo różne barwy:
- W początku XX wieku każde z trzech wrocławskich przedsiębiorstw tramwajowych inaczej malowało swe wagony:
  - BSEG – z góry (do dolnej linii okien) kolor żółtozielony, poniżej ciemnozielony, dolna listwa żółtozielona, napis BRESLAUER-STRASSEN-EISENBAHN-GESELLSCHAFT
  - ESB – odpowiednio biały, zielony i jasnożółty, ELEKTRISCHE STRASSENBAHN BRESLAU
  - SSB – odpowiednio biały, czerwony i jasnożółty, STÄDTISCHE STRASZENBAHN BRESLAU
- Wprowadzone po zjednoczeniu przedsiębiorstw wagony typu zunifikowanego pomalowane były na kolor piaskowy, w czasie remontów przemalowywano tak też pozostały tabor.
- Po II wojnie światowej odziedziczone po Niemcach piaskowe wagony pomalowano w 1946 roku, na wzór Krakowa na niebiesko[97].
- W 1952 roku przyszła z Warszawy tajna dyrektywa: tramwaje w całej Polsce mają być czerwone[potrzebny przypis]. Do 1954 r. przemalowano więc wszystkie przyjmując standardowy w całej ówczesnej Polsce kolor czerwony w dolnej połowie i żółty w górnej (od linii okien).
- Od około roku 1973 do końca lat siedemdziesiątych – pierwotnie jako malowanie nowych wagonów typu 102N – przywrócono niebieskie malowanie[k]. Wagony wyremontowane oraz wyprodukowane przez Protram (105NWr, 204WrAs i 205WrAs) posiadają niebieski pas poniżej okien, pod nim biały, a najniżej ponownie niebieski. Tramwaje dostarczone przez Skodę otrzymały malowanie niebiesko-biało-srebrne (16T)[98] oraz niebiesko-srebrne z kolorowymi elementami (19T)[99].
- W roku 2014 zmieniono malowanie nowych tramwajów na granatowo-czarne, w późniejszych zamówieniach dodając również srebrne akcenty. Taką kolorystykę otrzymały Pesa Twist 2010NW[100], Moderus Beta MF 19 AC[101] oraz Moderus Beta MF 24 AC[102].
- Od roku 2020 modernizowane oraz nowe tramwaje ponownie są malowane na niebiesko, tym razem z czarnymi i srebrnymi elementami[103].

Od roku 1990 wrocławskie MPK dopuszcza odpłatnie umieszczanie reklam na tramwajach.

## Prowadzone inwestycje i plany na przyszłość[104]
Obecnie są planowane nowe inwestycje tramwajowe, w tym jedna jest w trakcie realizacji.
W realizacji:
- budowa linii tramwajowej z Sępolna na Swojczyce (prace w toku, 2020-27) – ukończony jest nowy most, trwa projektowanie odcinka od mostu do pętli[105])

Ogłoszone w 2022 r. plany (do 2030 r.) obejmują:
- budowę linii tramwajowej na Jagodno – w październiku 2018 r. podpisano umowę na zaprojektowanie trasy wraz z uzyskaniem pozwoleń do początku 2020 roku; w 2019 roku natrafiono na problemy związane ze skrzyżowaniem torowiska tramwajowego z linią kolejową z Wrocławia do Sobótki, a jednocześnie skrzyżowania trakcji. PKP PLK zaproponowało poprowadzenie linii tramwajowej w newralgicznym punkcie w tunelu, lub sfinansowanie przez miasto przeniesienia linii kolejowej na sąsiedni wiadukt, do czasu znalezienia rozwiązania problemu zawieszono przetargi; inwestycję odsunięto w przyszłość[107]
- budowę linii tramwajowej na Maślice[108]. Inwestycja jest projektowana, ale nie ma zabezpieczonego finansowania, nie znalazła się też na liście zadań zgłoszonych przez Urząd do uzyskania dofinansowania z funduszy UE[109]
- przedłużenie linii tramwajowej z krańcówki „Gaj” do planowanej pętli obok szpitala na ul. Borowskiej[110]

Pozostałe plany bez określonego harmonogramu obejmują:
- budowa linii tramwajowej na Ołtaszyn z możliwością przedłużenia do miejscowości Wysoka; w tym miejscu natrafiono na ten sam problem co w przypadku tramwaju na Jagodno; w 2018 r. władze miasta zapewniały o powstaniu inwestycji do roku 2022; inwestycja została przesunięta w nieokreśloną przyszłość[111]
- budowę zajezdni tramwajowej przy al. Architektów – obecnie odłożona na nieokreśloną przyszłość ze względu na brak środków w budżecie miasta
- budowę linii tramwajowej na Psie Pole[112]
- budowę linii tramwajowej na Grabiszynek wzdłuż ul. Gajowickiej i Racławickiej[113]

## Wrocławskie tramwaje w kulturze
- O niebieskich wrocławskich tramwajach śpiewali Maria Koterbska w utworze Wrocławska piosenka, oraz Jacek Zwoźniak w utworze Milicja, Wrocław i ja.
- Film „80 milionów” opowiadający o dziejach wrocławskiej Solidarności i słynnej akcji wypłaty 80 mln złotych z konta Solidarności. Miejscem akcji w filmie są m.in. Most Grunwaldzki, na którym dochodzi do zderzenia tramwaju #2028 (Konstal 102Na, który po wypadku przeznaczono do kasacji) z polewaczką ZOMO, oraz dawna zajezdnia tramwajowa nr V – do 2016 Protram (w filmie gra zajezdnię autobusową nr VII Grabiszyńska).
- Ze względu na częste przypadki wykolejania się tramwajów, spowodowane złym stanem torowiska, do mowy potocznej wszedł zwrot wywrocławić się, oznaczający wykolejenie się tramwaju, a w szerszym znaczeniu – przewrócenie się[114].